# Brzozów
Brzozów – miasto w południowo-wschodniej Polsce, w województwie podkarpackim, w powiecie brzozowskim, siedziba gminy Brzozów. Miasto jest położone centralnie na Pogórzu Dynowskim, nad rzeką Stobnicą. Przez Brzozów przebiega droga wojewódzka nr 886 z Domaradza w kierunku Sanoka.
Brzozów położony jest w dawnej ziemi sanockiej. Miasto powstało w połowie XIV wieku. Nazwa pochodzi od lasu Brzozowe. Pod koniec XIV wieku znalazło się w posiadaniu biskupów przemyskich i do końca XVIII wieku było rezydencją jego właścicieli. Brzozów uzyskał prawo składu w 1638 roku. Po pierwszym rozbiorze Polski znalazło się w granicach austriackich. W XIX wieku zaczęto w Brzozowie wydobycie ropy naftowej, co sprzyjało rozwojowi miasta. W okresie pierwszej wojny światowej w mieście stacjonowały wojska austriackie i rosyjskie. Od 1918 roku, po uzyskaniu niepodległości przez Polskę, jest stolicą powiatu brzozowskiego. W okresie międzywojennym w Brzozowie powstały dwa uzdrowiska. Podczas drugiej wojny światowej w okolicach miasta działał Związek Walki Zbrojnej. W czasach PRL w mieście nastąpił rozwój przemysłu.
Według danych GUS z 31 grudnia 2024 r. Brzozów liczył 7168 mieszkańców, będąc 23. najludniejszym miastem w województwie.

## Położenie
Brzozów położony jest centralnie na Pogórzu Dynowskim, nad rzeką Stobnicą. Od strony południowej Pogórze to łączy się z zapadliskiem kotlin podkarpackich, zwanym Dołami Jasielsko-Sanockimi. Na północy Pogórze Dynowskie przechodzi w prawie bezleśny krajobraz wzniesień o średniej wysokości 300–400 m n.p.m. Jest to Podgórze Rzeszowskie, będące swego rodzaju terenem przejściowym między Kotliną Sandomierską a wzgórzami Pogórza Strzyżowsko-Dynowskiego. Brzozów leży w obrębie Karpat Zewnętrznych, w jednostce tektonicznej zwanej śląską. Powiązania funkcjonalno-przestrzenne Brzozowa stanowi droga wojewódzka nr 886 (Rzeszów – Domaradz – Brzozów – Sanok), łącząca drogi krajowe nr 19 w Domaradzu i nr 28 w Sanoku.

## Środowisko naturalne
| Rodzaj                                      | Powierzchnia | %      |
| ------------------------------------------- | ------------ | ------ |
| Użytki rolne                                | 793 ha       | 69,62% |
| Grunty zabudowane i zurbanizowane           | 215 ha       | 18,88% |
| Grunty leśne oraz zadrzewione i zakrzaczone | 122 ha       | 10,71% |
| Grunty pod wodami                           | 8 ha         | 0,70%  |
| Nieużytki                                   | 1 ha         | 0,09%  |
| Użytki ekologiczne                          | 0 ha         | 0%     |
| Tereny różne                                | 0 ha         | 0%     |
| Powierzchnia miasta (Σ)                     | 1139 ha      | 100%   |

### Rzeźba terenu
Rejon Brzozowa charakteryzuje się rusztowym układem grzbietów. Ciągnące się z północnego zachodu na południowy wschód pasma wzgórz poprzedzielane są równoległymi dolinami rzek i potoków. Im bardziej ku południu, wzniesienia stają się coraz bardziej ostre i strome, sięgające niejednokrotnie wysokości 500 m n.p.m.

### Geologia
Region miasta wykazuje bardzo skomplikowaną budowę geologiczną, powstałą wskutek działania stosunkowo silnych ruchów tektonicznych. Miały one miejsce w starszym trzeciorzędzie, podczas fałdowań alpejskich. Obszar ten zbudowany jest ze skał należących do zespołu naprzemianległych warstw łupków ilastych, łupków marglistych, mułowców, piaskowców oraz zlepieńców. Wyróżniają się one zmienną grubością ławic, różną barwą i spoiwem. Dodatkową ich cechą, komplikującą strukturę, są liczne uskoki, wzdłuż których poszczególne części fałdów przesunęły się względem siebie. Osady te, zwane fliszem, osadzały się w ciągu 110 milionów lat w podłużnych basenach morskich, w obrębie geosynkliny karpackiej. Trzeciorzędowe ruchy tektoniczne powodowały fałdowanie się skorupy ziemskiej, co daje obecny obraz ukształtowania powierzchni.
W związku z budową geologiczną, występują złoża gazu ziemnego i ropy naftowej, a także nieliczne źródła mineralne o różnych właściwościach leczniczych.

### System wodny
Przez Brzozów przepływa kilka rzek, cieków i strumieni.
- Stobnica
- Sietnica. Jest to niewielki strumień wypływający z wzgórz w okolicach Przysietnicy, natomiast uchodzi do Stobnicy na poziomie ulicy Traugutta.

Przez południową część Brzozowa przepływa niewielki, bezimienny ciek. Swoje źródła ma w lesie niedaleko ulicy Polnej. Dalej płynie cały czas przy wspomnianej ulicy Polnej, jednak na poziomie ulicy Leśnej odpływa nieco dalej od drogi. Następnie, kierując swe wody w stronę Horybka musi minąć most przy ulicy Starej, a dalej mosty na ulicach: Chopina, 3 Maja, Rzecznej by skończyć swój bieg uchodząc do Stobnicy w okolicy ulicy Piastowej.

### Klimat
W regionie Brzozowa wyróżnia się dwa piętra klimatyczne: umiarkowane ciepłe, którego średnia temperatura waha się w granicach od 6 °C do 8 °C, oraz umiarkowanie chłodne, charakteryzujące się średnimi wieloletnimi temperaturami powietrza od 4 °C do 6 °C. Te dwa piętra należą do pluwialnego typu klimatu. Zimą średnia temperatura spada od −3 °C do −4 °C, natomiast średnia temperatura lipca waha się od 17 °C do 18 °C.
Wiatry wykazują stosunkowo małą siłę. Najczęściej występują dość umiarkowane o sile 5–10 m/s, przeważnie z kierunków południowo-zachodniego i południowego. Jesienią występuje zdecydowana przewaga wiatrów wschodnich i północno-wschodnich, natomiast w czerwcu, lipcu i sierpniu przewagę wykazują wiatry zachodnie. Coraz częściej występujące wiatry o prędkości powyżej 20 m/s wyrządzają duże szkody w drzewostanach, sieci elektrycznej i zabudowaniach, powodując m.in. zrywanie dachów.
Przeciętna roczna ilość opadów wynosi od 750 do 800 mm. Ich harmonogram w ciągu jednego roku stanowi dużą nierównomierność, gdyż stosunkowo największa ilość opadów przypada w okresie letnim (250–400 mm), a najmniejsza w zimie (80–180 mm). Okres trwania pokrywy śnieżnej kształtuje się w granicach od 60 do 150 dni. Szata śnieżna pojawia się najczęściej w drugiej połowie listopada lub na początku grudnia, a zanika na przełomie marca i kwietnia.

### Flora i fauna
Według podziału geobotanicznego Polski dokonanego przez Władysława Szafera, Brzozów leży w obrębie Prowincji Górskiej Środkowoeuropejskiej, podokręgu Pogórza Fliszowego. Według podziału Krystyny Towpasz, badany teren należy do okręgu Pogórzy Karpat Zewnętrznych, podokręgu Pogórzy Strzyżowsko-Dynowskiego, odcinka fliszowego.
Brzozów położony jest w Beskidzie Wschodnim, charakteryzującym się przejściowością. Występują elementy fauny zachodnioeuropejskiej, pontyjskiej i borealno-alpejskiej. Jeszcze za czasów ostatnich Piastów rozpościerała się tutaj puszcza pograniczna, spełniająca rolę pasa granicznego. Jednakże lasy były stopniowo karczowane przez ówczesnych mieszkańców tych ziem, którzy tym sposobem powiększali pola uprawne.

### Stan środowiska

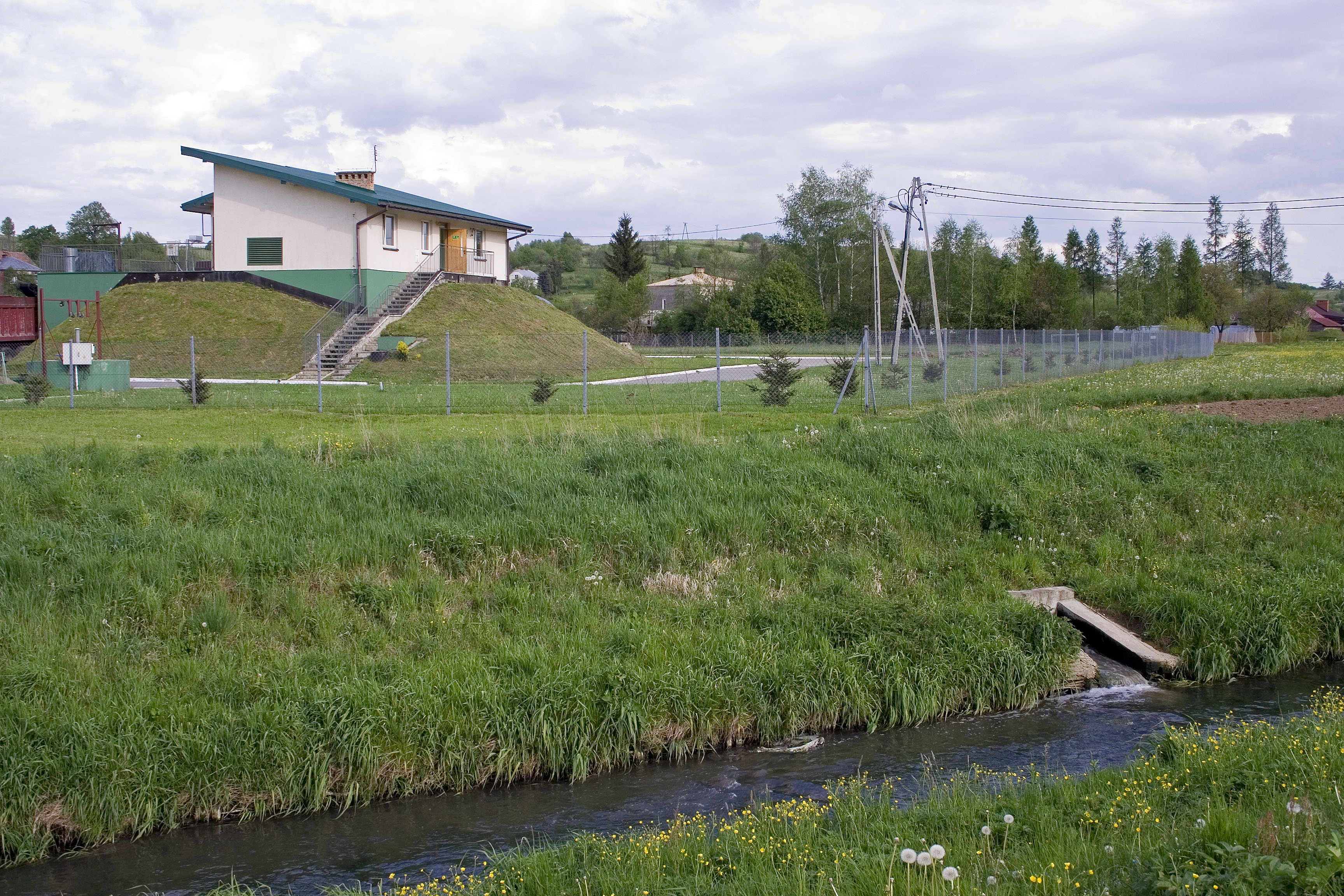
Oczyszczalnia ścieków „Brzozów-Borkówka”

Wody przepływające przez Brzozów charakteryzuje wysoki poziom zanieczyszczeń na prawie całej kontrolowanej długości z uwagi na wskaźniki biogenne oraz stan sanitarny. Stobnica prowadzi wody zanieczyszczone ponad dopuszczalne normy ze względu na zanieczyszczenia bakteriologiczne, spowodowane m.in. odprowadzaniem do niej ścieków przez brzozowski szpital. Według stosowanego do 2004 roku systemu trzech klas czystości, pod względem kryteriów fizyko-chemicznych, wody Stobnicy odpowiadały III klasie czystości, o czym decydowały zawarte w nich fosforany. Według obecnego systemu oceny jakości wód, stan ekologiczny Stobnicy w Godowej poniżej Brzozowa w 2008 roku był określany jako słaby, o czym zadecydowały wskaźniki okrzemkowe i zawartość azotu Kjeldahla. Z kolei wody Sietnicy w pobliskiej Przysietnicy, powyżej ujęcia wody dla Brzozowa, nie spełniały norm dla wody pitnej.
W systemie monitoringu powietrza Brzozów leży w strefie rzeszowsko-łańcuckiej. Stan powietrza Brzozowa i okolic jest w skali województwa dość dobry. W roku 2008 średnioroczne stężenie SO2 mieściło się w zakresie 2–3 μg/m³, NO2 w zakresie 12–14 μg/m³, benzenu w zakresie 0,8–1 μg/m³, a pyłu PM10 21–24 μg/m³.
W 2008 roku w Brzozowie badano hałas komunikacyjny w czterech punktach. W dwóch punktach (ul. Rzeszowska – między ul. Bohaterów II Wojny Światowej i Ogrodową oraz ul. Legionistów – za mostem na Stobnicy, w kierunku Domaradza) zbliżał się do granic norm, nie przekraczając ich, w jednym (ul. 3 Maja – wjazd do miasta) przekroczył nieznacznie, a w jednym (ul. Mickiewicza – centrum miasta) przekroczył o kilkanaście decybeli o każdej porze doby.

## Toponimia
| Nazwy miasta w średniowieczu | Nazwy miasta w średniowieczu |
| Rok                          | Nazwa                        |
| ---------------------------- | ---------------------------- |
| 1388                         | Bresen                       |
| 1412                         | Bresen                       |
| 1417                         | de Brosowa                   |
| 1419                         | de Bresovia                  |
| 1420                         | Broszow                      |
| 1423                         | Brosowia                     |
| 1424                         | Brzozow                      |
| 1430                         | Breze, Brzozowa              |
| 1444                         | Brzoszow                     |
| 1457                         | Brzesow                      |
| 1470                         | Brzozow                      |
| 1473                         | Brzosowo                     |

Nazwa miasta pochodzi od nazwy lasu, części puszczy pogranicznej z województwem sandomierskim, która w dokumencie lokacyjnym wsi Kazimierza Wielkiego z 2 października 1359 roku nazywana jest Brzozowe. Podobna nazwa wsi użyta jest w dokumencie Władysława Jagiełły z 14 czerwca 1396 roku, zatwierdzającym donację Marii Węgierskiej dla biskupstwa przemyskiego. Także pierwsza nazwa miejscowości jako miasta, w regestrze dokumentu Zyndrama z Maszkowic z 20 kwietnia 1413 roku, brzmi Brzozowe. Obok tego, w dokumentach używana była nazwa Brzezów, widniejąca m.in. w otoku pieczęci miasta z 1775 roku: Sigillum Civitatis Brezow. Przyjmuje się, że potocznie używana była nazwa Brzezów, zaś oficjalnie Brzozów. Przedtem, gdy Brzozów był jeszcze wsią, używana była także nazwa Brzozowa lub Brzezowa.

## Historia

### Od epoki kamienia do epoki żelaza

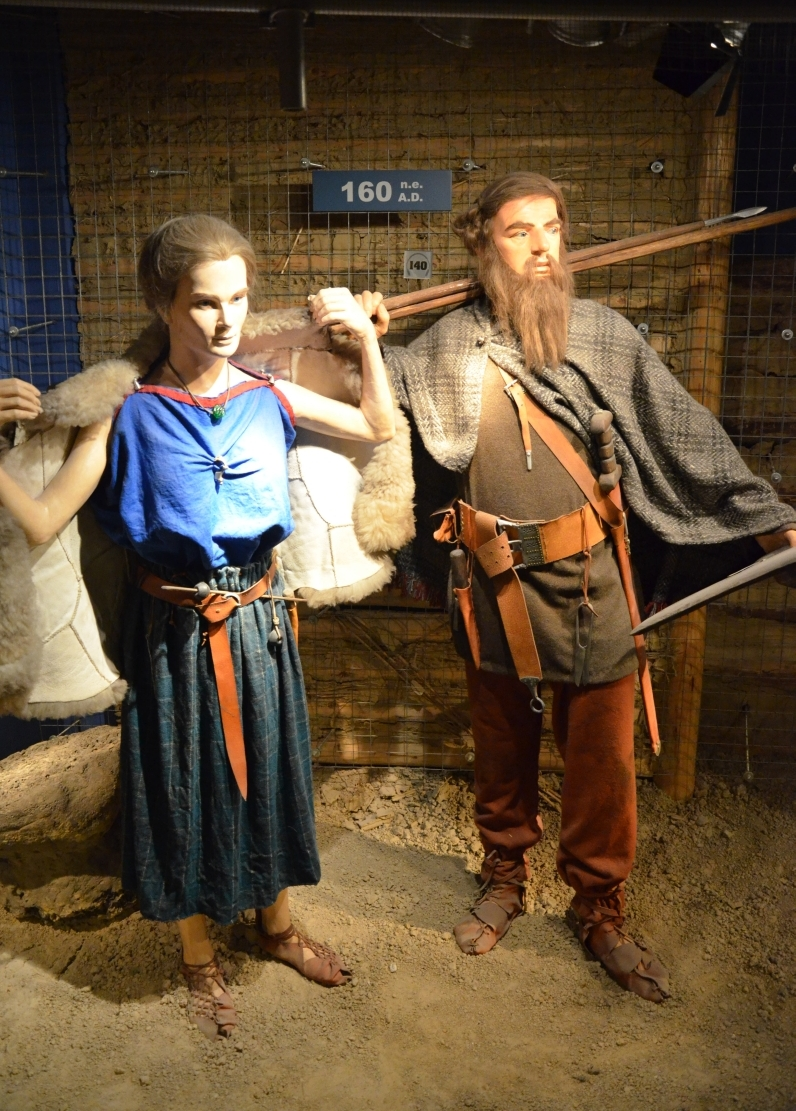
Próba przedstawienia wyglądu Wandalów – dawniej mieszkających nad Stobnicą

Badania archeologiczne wykazały, że pierwsze ślady pobytu człowieka w okolicach Brzozowa pochodzą z epoki górnego paleolitu. Datowane są na około 39 tys. lat p.n.e. Na początku nowej ery ludność z obecnego regionu brzostowskiego utrzymywała kontakty handlowe z obszarami pogranicznymi(limes rzymski) Imperium Rzymskiego. Świadczą o tym znalezione monety rzymskie z wizerunkami władców Marka Aureliusza, Antoninusa Piusa i Wespazjana.
Według badań archeologicznych z lat 2015–2017, z okolic górnegu biegu rzeki Stobnicy (góra Wroczeń) okolice na południe od Brzozowa zamieszkiwali Hasdingowie – odłam Wandalów. Ówczesna ludność okolic Stobnicy pozostawiła po sobie ślady w postaci broni, przedmiotów codziennego użytku, a nawet biżuterii.

### W czasach Piastów i Andegawenów

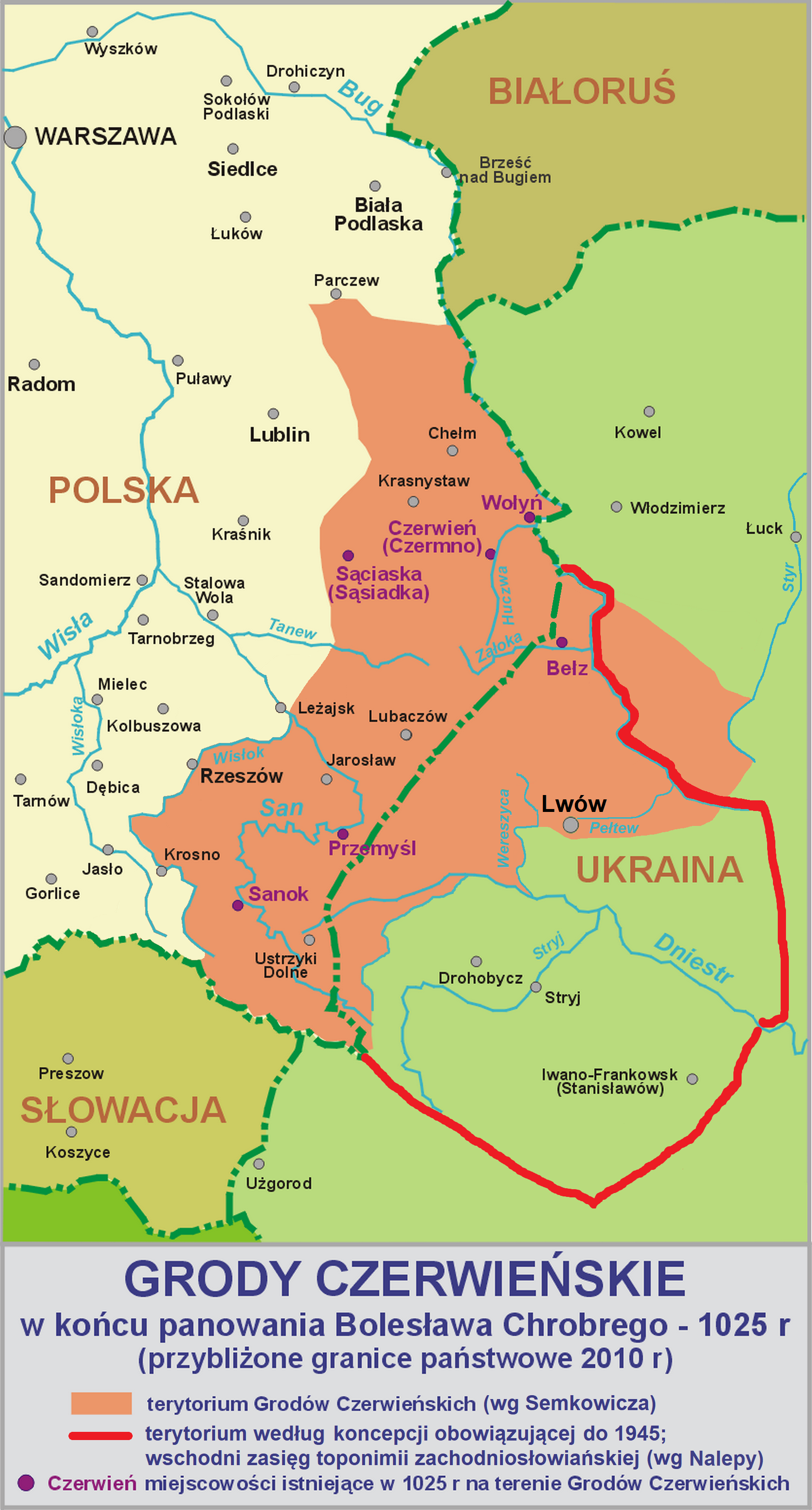
okolice Brzozowa w pd.-zach. części tzw. Grodów Czerwieńskich

Według współczesnego stanu wiedzy okolice w których w miarę upływu średniowiecza rozwijał się Brzozów początkowo przynależały do wspólnoty terytorialnej którą nazywamy Grody Czerwieńskie. W najstarszej kronice kronikarza ruskiego Nestora z roku 981 znajduje się pierwsza wzmianka o terenach, na których położony był obszar późniejszego księstwa halickiego, autor napisał: poszedł Włodzimierz na Lachów i zajął im grody ich Przemyśl, Czerwień i inne grody mnogie, które i do dziś są pod Rusią Źródła historyczne mówią więc, że do 981 roku tereny nad Sanem i Bugiem obejmujące wówczas swym zasięgiem również Grody Czerwieńskie wchodziły w skład terytorium polskiego („Lachów”)
Utożsamianie „Lachów” z Polakami i państwem polskim sugeruje, że wspominany tu obszar już przed 981 rokiem wchodził w skład państwa Mieszka I, z czym zgadza się większość polskich historyków. Uważa się, że pierwszy polski historyczny władca sam zdobył to terytorium jakiś czas przed rokiem 981 lub też odziedziczył po swoich poprzednikach. Po blisko 40 latach władania terenem przez ruskich Rurykowiczów, Bolesław Chrobry przyłączył w 1018 roku tereny zajęte przez Włodzimierza do monarchii wczesnopiastowskiej, jednakże w wyniku osłabienia Polski wczesnopiastowskiej za panowania Mieszka II, w 1030 r. książę Rusi Kijowskiej (Garðaríki) Jarosław(staronord.Jarisleif) zdobył Bełz, a w rok później pozostałe Grody Czerwieńskie też weszły pod jego władzę.
W wyniku feudalnego rozpadu Garðaríki, tj. Rusi Kijowskiej na pomniejsze księstwa władzę nad najbardziej zachodnimi obszarami przejęło Księstwo Halickie a później Halicko-Włodzimierskie.
Po śmierci w 1340 roku lokalnego władcy Bolesława Jerzego II – piastowica, syna Trojdena z Mazowsza i Marii Halickiej, tereny te stały się obiektem 8-letnich starć zbrojnych między Piastami, a możnowładztwem rusińskim stojącym za otruciem ich władcy, wspomnianego wcześniej Bolesława Jerzego. W roku 1344 Król Polski Kazimierz III wzmocnił działania i na trwale opanował Ziemię Przemyską,

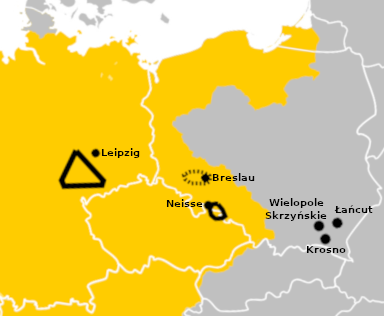
Mapa skąd koloniści przybywali na Podkarpacie

 w roku 1345 polskie zbrojne oddziały stacjonowały na zamkach Przemyśl i Sanok. Wynikiem wszystkich działań Kazimierza Wielkiego tereny wokół Brzozowa zostały inkorporowane do Królestwa Polskiego.
2 października 1359 roku kancelaria króla Kazimierza III Wielkiego wydała dokument lokacyjny, zezwalający Stefanowi, synowi Wojosta z Sobniowa koło Jasła na lokację na prawie magdeburskim (niemieckim) osady w lesie zwanym Brzozowe (niem. Bresen).
Było to w kontekście woli Króla co do likwidacji pustek osadniczych ciągnących się wzdłuż polskich Karpatów, a zatem maksymalizacji przychodów królewskiego skarbu, co jak wiemy było ważnym punktem polityki Kazimierza Wielkiego.
Dla realizacji tego celu osadzano przybyszy niemieckojęzycznych z gęsto zaludnionych okolic, głównie przybywających z okolic rzeki Saale (Soława), tj. z Biskupstwa Merseburga i wschodniej Turyngii. Koloniści również pochodzili z Księstwa Nysy, z północnego przedgórza Rudaw – okolic Chemnitz oraz rolniczej równiny pomiędzy Legnicą a Wrocławiem, niewykluczone że też z Erfurtu w Turyngii, który mając w XIV wieku 20 tysięcy ludności mógł odczuwać efekty przeludnienia. Taki proces rozwoju tych okolic możemy prześledzić choćby w historii Dynowa czy Frysztaku, a przykładowo dla Łańcuta urzędnicy królewscy do nowo kreowanego miasta ściągnęli osadników z Bawarii z miasta Landshut.
Nowo założoną osadę Bressen, czyli Brzozowe ulokowano po obu stronach rzeki Stobnicy. co było właściwe typową praktyką osadniczą na obszarach podgórskich zasiedlanych z zachodu w średniowieczu.
2 kwietnia 1384 roku za sprawą królowej węgierskiej, Marii Andegaweńskiej, wieś królewska przeszła w posiadanie biskupów przemyskich. Wraz z Domaradzem Brzozów tworzył tzw. „klucz brzozowski”.

### I Rzeczpospolita
Kilka wieków później, dzięki nowym lokacjom w regionie oraz nabytkom terytorialnym, Brzozów stał się najważniejszym ośrodkiem dóbr stołowych biskupstwa przemyskiego (w XVIII wieku pochodziło z niego około 40% dochodów biskupstwa). W 1386 roku wieś została przeniesiona na wzgórze obronne. W tymże roku Brzozów uzyskał prawa miejskie. Dla odróżnienia pierwotny Brzozów z czasem zaczęto nazywać Starą Wsią (określenie Starawyesz na przedmieścia Brzozowa pojawiła się po raz pierwszy w 1460 roku). Za panowania Władysława Jagiełły, ale przed 1413 rokiem, Brzozów otrzymał prawo miejskie wzorowane na prawie Magdeburga.
W 1430 roku biskup przemyski Janusz z Lubienia wykupił dla biskupstwa wójtostwo brzozowskie za 800 grzywien. W imieniu biskupa nad miastem panowali starosta i administrator (ekonom) klucza brzozowskiego. Władzę w mieście pełniły urząd burmistrzowski, wójtowsko-ławniczy i cech mistrzowski. Wybory do tych urzędów przeprowadzano co roku w obecności przedstawiciela biskupa. Około 1452 roku przy trakcie lwowskim w Brzozowie został wybudowany dwór biskupi, który z czasem stał się ulubioną rezydencją ordynariuszy i centrum administrowania diecezją. W 1460 roku po raz pierwszy zostały wspomniane w źródłach historycznych przedmieścia Brzozowa (m.in. Starawyesz): Brzozów opidum cum suburbiis eiusdem opidi. Wiadomo także, że przed 1487 rokiem w mieście funkcjonowała szkoła parafialna. Pod koniec XV wieku napady tatarskie i zajazdy okolicznej szlachty przyczyniły się do zubożenia miasta. Informuje o tym wzmianka w źródle historycznym z 1488 roku. Około 1497 roku biskup Mikołaj Krajowski ufundował w Brzozowie przytułek dla ubogich, którego utrzymywanie należało do obowiązków mieszczan.
Na przełomie XV / XVI wieku nastąpił rozwój Brzozowa. Miasto czerpało swoje dochody głównie z handlu. W 1514 roku w Brzozowie powstało Bractwo Rzemieślnicze – organizacja skupiająca rzemieślników. Z czasem cech zmienił nazwę na Wielki Cech miasta Brzozowa. W latach 1514–1528 w Brzozowie trwała budowa szpitala i drewnianego kościoła szpitalnego św. Zofii, ufundowanych przez radnych brzozowskich. Z 1543 roku pochodzą pierwsze wzmianki o szkole miejskiej. Pierwsza wzmianka o jednym z przedmieść Brzozowa, Porkówce (obecnie Borkówka) została odnotowana w 1552 roku. Porkówkę zamieszkiwało wówczas 26 kmieci. Na skutek pożaru 11 maja 1594 roku w Brzozowie spłonęło 77 domów, szpital dla ubogich wraz kościołem św. Zofii oraz dzwonnica kościoła parafialnego.
W XVII wieku Brzozów był wielokrotnie łupiony przez obce wojska, Tatarów oraz stacjonujące nieopodal miasta nieopłacane wojska koronne. W 1625 roku, na skutek najazdu wojsk Stanisława Lubomirskiego na pałac biskupi oraz najazdów Tatarów, biskup Achacy Grochowski ufundował miastu umocnienia ziemne. W 1631 roku biskup Adam Nowodworski zmienił status parafii brzozowskiej na prepozyturę. W latach 1637–1643 Brzozów otrzymał przywilej na skład wina. W mieście rozwijało się także rzemiosło grzebieniarskie. Rzemieślnicy na szeroką skalę wyrabiali grzebienie ozdobne, niekiedy inkrustowane miedzią i srebrem, które później eksportowano m.in. na Bałkany, Słowację, Węgry, a nawet do Francji.
W okresie potopu szwedzkiego Brzozów 12 marca 1657 roku został zdobyty, złupiony i spalony przez oddział wojsk siedmiogrodzkich współpracującego ze Szwedami Jerzego II Rakoczego. Zniszczono archiwum grodu, zawierające m.in. przywileje miejskie. Wskutek najazdu śmierć poniósł burmistrz Stanisław Cegłowicz. W 1672 roku, w dobie wojny polsko-tureckiej, okolice miasta najechali Tatarzy i uprowadzili 44 mieszkańców Brzozowa i 48 mieszkańców Starej Wsi.

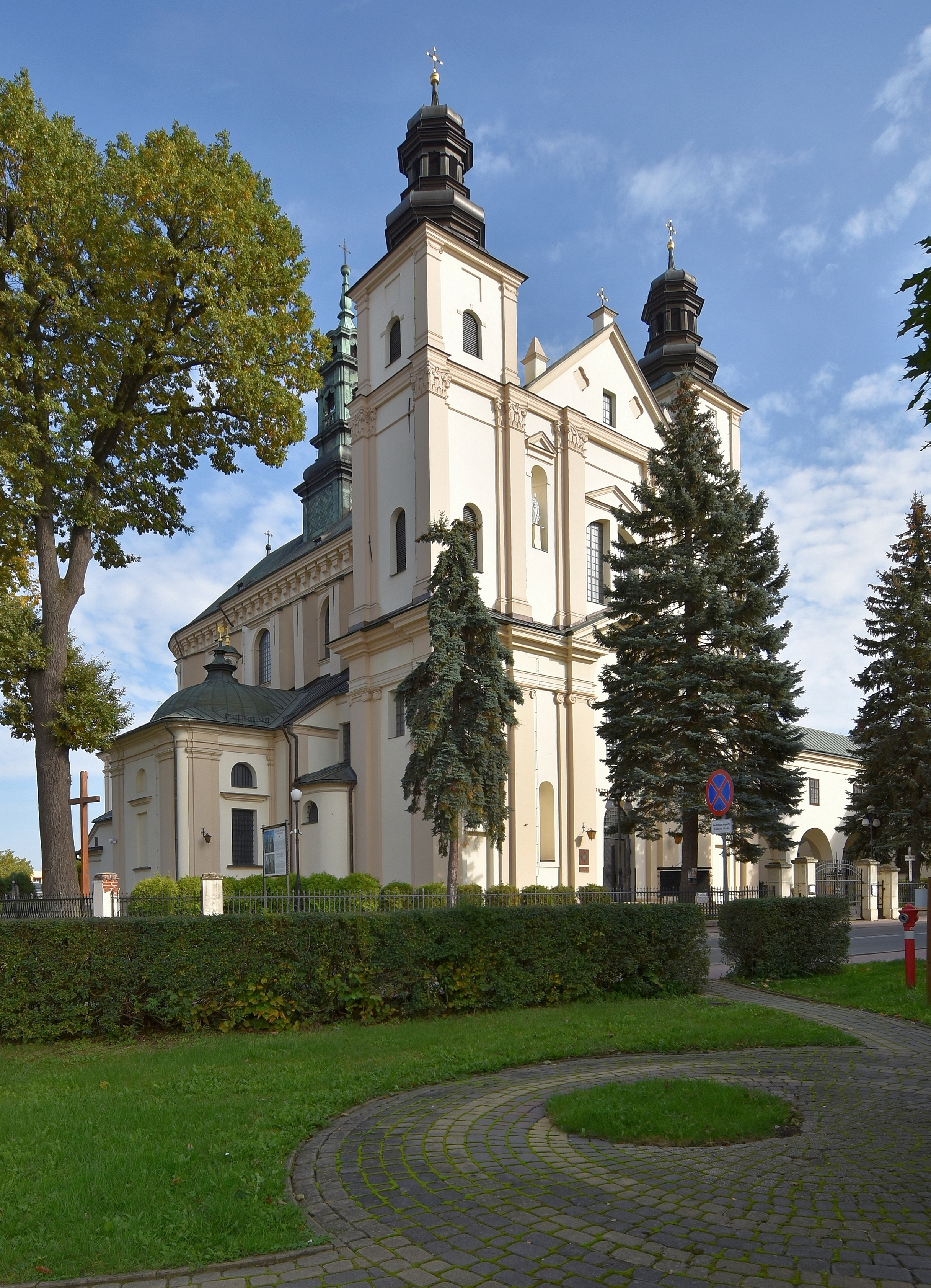
Kolegiata Przemienienia Pańskiego

Miasto zaczęło się odradzać po najazdach w połowie lat 70. XVII wieku. W 1676 roku biskup Stanisław Sarnowski wydał zbiór nowych przywilejów dla mieszczan brzozowskich. Ostatnia ćwierć XVII wieku to także okres działalności w Brzozowie księdza Bartłomieja Misiałowicza (zmarł w 1693 roku) – prepozyta i dziekana krośnieńskiego. Jego zasługa dla miasta polegała na zaangażowaniu się w opiekę nad ubogimi mieszkańcami oraz w budowę nowej murowanej świątyni prepozyturalnej, ufundowanej w latach 1678–1686 przez biskupa Stanisława Sarnowskiego. W tym kościele odbywały się pod przewodnictwem biskupa Krzysztofa Szembeka obrady synodu diecezji przemyskiej w 1723 roku. Natomiast w 1724 roku kościół prepozyturalny został podniesiony do rangi kolegiaty, przy której funkcjonowała kapituła kolegiacka. Był to jeden z dwóch obdarzonych taką godnością kościołów w diecezji. W tym kościele w 1759 roku otrzymał święcenia kapłańskie Ignacy Krasicki, późniejszy arcybiskup gnieźnieński, nazywany „księciem poetów”. Kapituła została zniesiona dekretem administracji rządowej z 1788 roku, tym samym kościół utracił godność kolegiaty. 4 sierpnia 1760 roku biskup Wacław Hieronim Sierakowski zezwolił na utworzenie w Brzozowie seminarium duchownego misjonarzy św. Wincentego á Paulo dla sześciu alumnów, skasowane w 1783 roku.
W 1764 roku w mieście doszło do potyczki oddziału hetmana, wielkiego koronnego Jana Klemensa Branickiego z kolumną wojsk rosyjskich. W dobie konfederacji barskiej w okolicach miasta odbywały się walki. Do największej doszło w 1770 roku. W maju 1772 roku przez Brzozów przeszły wojska austriackie generałów Esterhazyego i Hadika. Wskutek pierwszego rozbioru Polski miasto znalazło się w granicach austriackich.

### Okres zaborów
Podczas zaboru austriackiego przez pewien czas miasto wchodziło w skład obwodu sanockiego. Od 1782 należało do cyrkułu z siedzibą w Lesku, a od 1785 do cyrkułu sanockiego. Hrabia Ewaryst Andrzej Kuropatnicki w wydanym po raz pierwszy w 1786 r. opracowaniu pt. „Geografia (...) Galicyi i Lodomeryi” tak z uznaniem pisał o Brzozowie: Miasto rezydencyonalne dotąd biskupów przemyskich obrządku rzymskiego. Pięknie ozdobiony, wygodny dom z oficynami dla dworu biskupiego i gości przybywających, wystawił JW. śp. Kierski, biskup przemyski; kościół wspaniały kolegiaty przedziwnie przyozdobił JW. Sierakowski, potym arcybiskup lwowski i seminaryum Wincentynów wymurował i ufundował.
W XIX wieku Brzozów posiadał status lokalnego ośrodku administracyjnego. Gospodarka miasta była powiązana z wydobyciem ropy naftowej.
W 1858 roku w brzozowskim kościele parafialnym odbyła się uroczystość ukoronowania diademami biskupimi wizerunku Matki Boskiej Ognistej przez księdza Józefa Ziemiańskiego, kanonika przemyskiej kapituły katedralnej obrządku łacińskiego.
W wyniku zmian administracyjnych w 1859 roku miasto zostało siedzibą władz powiatu. W 1873 roku w Brzozowie rozpoczął swoją działalność kredytową Fundusz na Wsparcie Rzemieślników. Rok później hrabia Tadeusz Cybulski, właściciel realności w Humniskach, i doktor Franciszek Zbyszewski zainicjowali w mieście działalność Ochotniczej Straży Pożarnej. Dzięki inicjatywie księdza Marcina Białego, prepozyta brzozowskiego, oraz grupy obywateli miasta w 1888 roku w Brzozowie powstało Powiatowe Towarzystwo Zaliczkowe (projektantem gmachu był inż. Wilhelm Szomek z Sanoka). 13 stycznia 1893 roku utworzono w mieście komórkę (Gniazdo) Towarzystwa Gimnastycznego „Sokół” pod prezesurą doktora Eugeniusza Gerarda Festenburga. Siedziba towarzystwa została ukończona dopiero w 1912 roku, dzięki wsparciu finansowemu obywateli i instytucji miejskich. W latach 1896–1898 trwała budowa ratusza według projektu Władysława Łuczyckiego. W 1907 roku w Brzozowie został ogłoszony pierwszy projekt przeprowadzenia linii kolejowej przez miasto. Przedtem kilka razy bezskutecznie planowano przeprowadzenie przez miasto linii kolejowej. W 1909 roku, dzięki staraniom parlamentarzystów – hrabiego Zdzisława Skrzyńskiego i doktora Stanisława Białego, a także miejscowego samorządu lokalnego, Ministerstwo Wyznań Religijnych i Oświecenia Publicznego w Wiedniu za pośrednictwem Rady Szkolnej Krajowej we Lwowie, została wydana zgoda na utworzenie Państwowego Gimnazjum w Brzozowie z polskim językiem wykładowym.
W wyniku wybuchu I wojny światowej w 1914 roku do armii austro-węgierskiej wcielono wielu rezerwistów i poborowych z Brzozowa. Ochotniczo Legionu Zachodniego wstąpiło 30 osób z drużyny strzeleckiej pod komendą Kazimierza Skarbka. Już na początku wojny część instytucji brzozowskich zostało ewakuowanych przed zbliżającym się frontem. W pierwszym roku wojny miasto znalazło się pod okupacją rosyjską – na zapleczu 3 Armii rosyjskiej. 10 maja 1915 roku, dzięki sukcesom końcowego stadium ofensywy gorlickiej, w okolice miasta dotarły jednostki niemieckie XLI Korpusu Rezerwowego, a następnie oddziały armii austro-węgierskiej. 2 listopada 1918 roku urzędnicy, nauczyciele i inni obywatele miasta stwierdzili wobec Tymczasowej Powiatowej Komisji Likwidacyjnej, iż „chcą i nadal będą spełniać swoje obowiązki (...) dla szczęśliwego rozwoju tworzącego się państwa polskiego”.

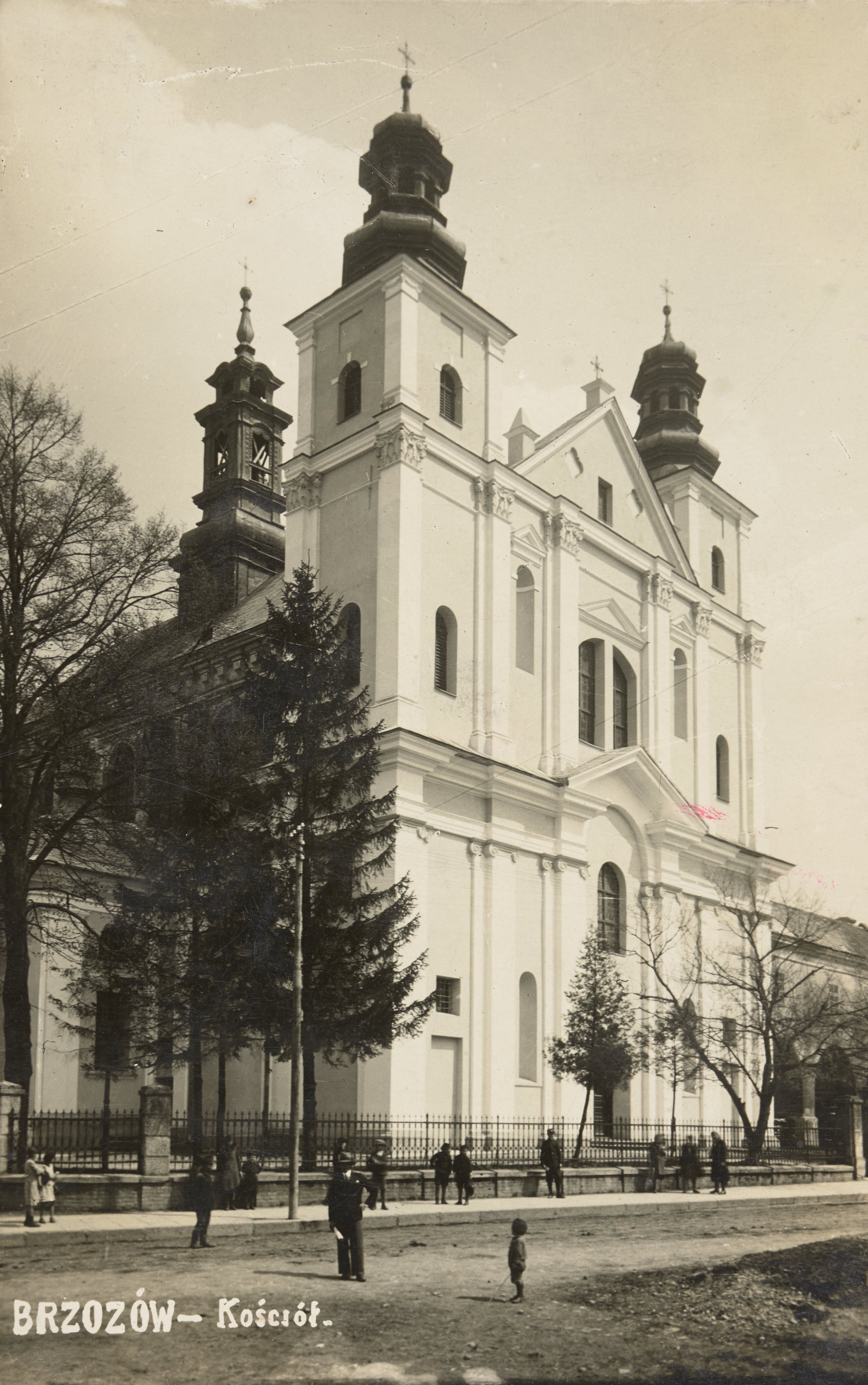
Bazylika Przemienia Pańskiego, przed 1939
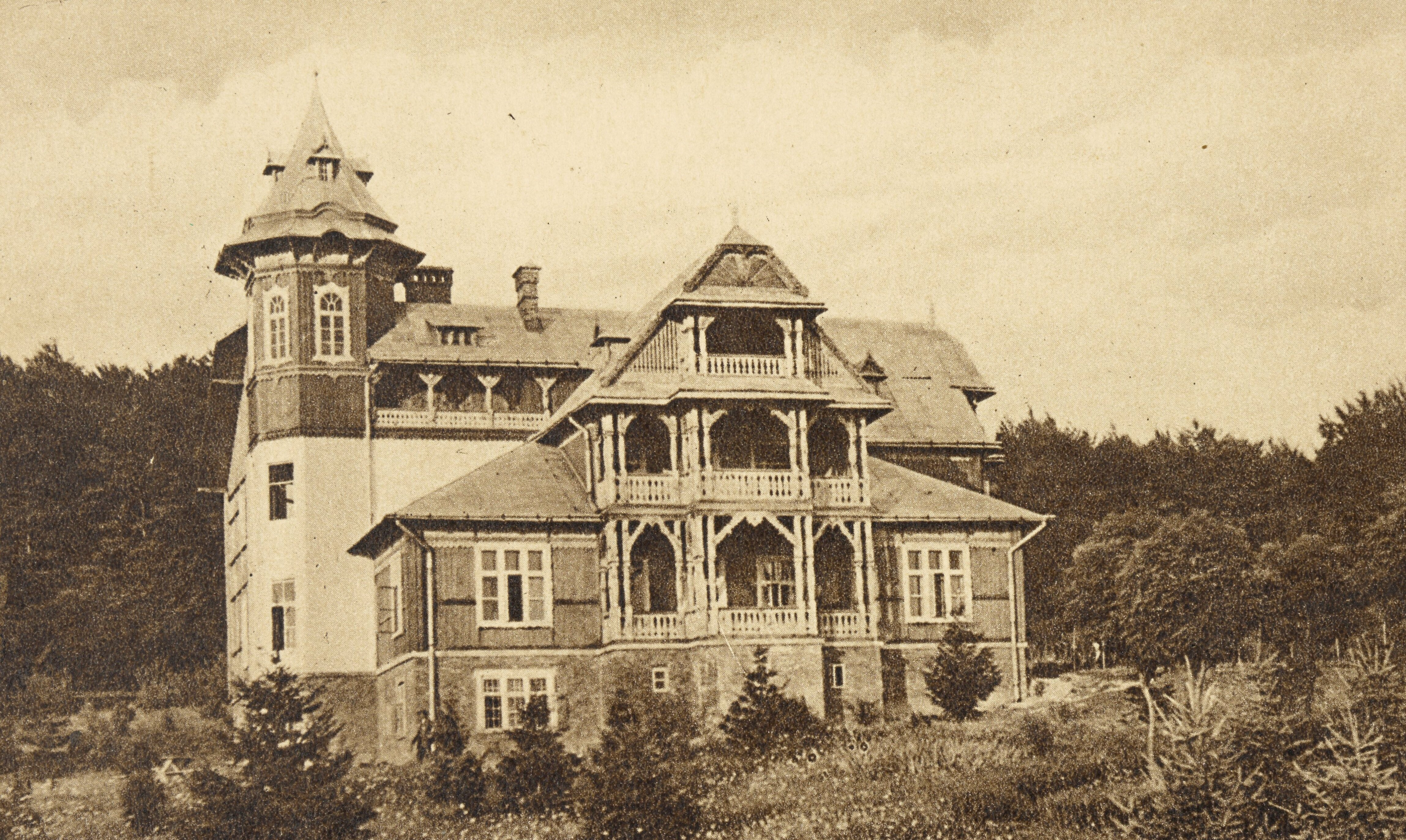
Letnia rezydencja biskupów przemyskich, 1933
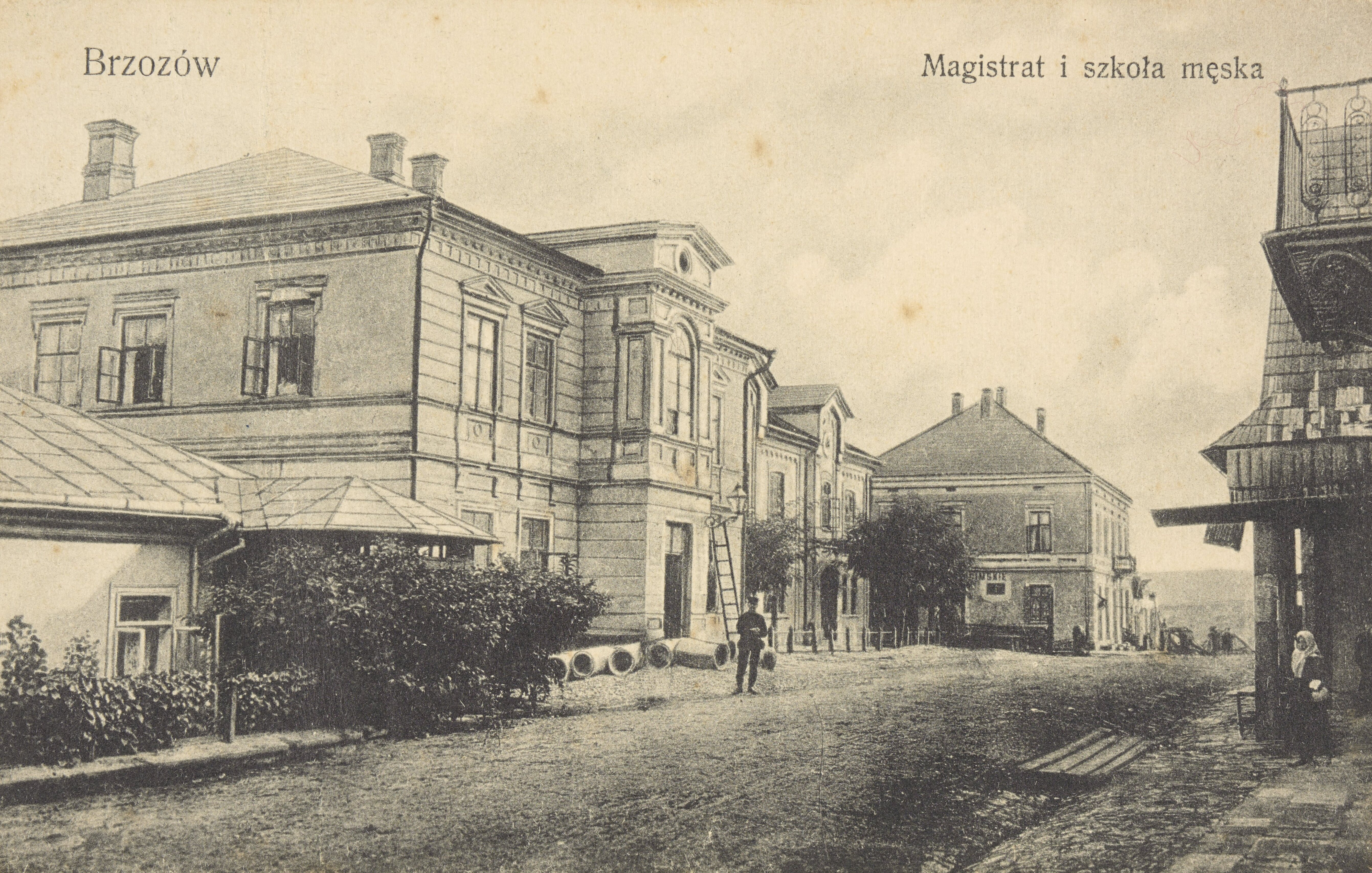
Magistrat i szkoła męska, przed 1920
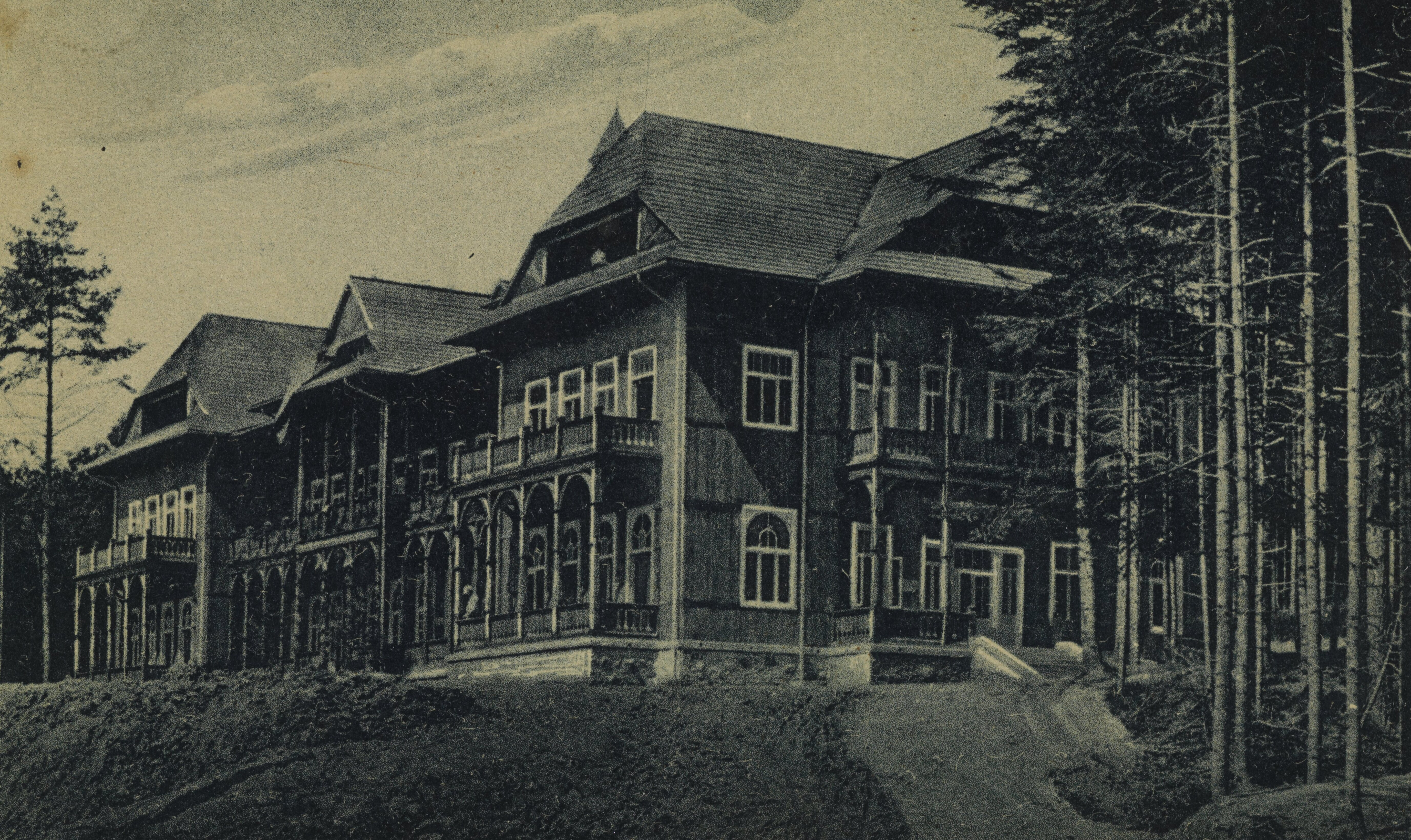
Zakład kąpielowy – dom zdrojowy, 1931

### II Rzeczpospolita
W 1925 roku w Brzozowie powstało uzdrowisko „Anatolówka” dla upamiętnienia fundatora biskupa Anatola Nowaka. Ulokowane zostało na gruntach należących do łacińskiego biskupstwa przemyskiego. W latach 1926–1928 w pobliżu „Anatolówki” utworzono drugie uzdrowisko – Brzozów-Zdrój. W 1929 roku został zorganizowany miejski chór „Lutnia”, który nawiązywał do tradycji Towarzystwa Muzycznego „Harmonia”. 14 maja 1933 w Brzozowie miał miejsce zamach na miejscowych działaczy narodowych, Jana Chudzika (poniósł śmierć) i mjr. Władsława Owoca (odniósł rany). W czerwcu 1934 roku w Brzozowie miał miejsce Jarmark Rzemieślniczy – impreza promującą brzozowskie rzemiosło. W 1937 roku w Brzozowie rozpoczął swoją działalność obywatelski komitet postulujący budowę linii kolejowej z Sanoka do Brzozowa. Rok później w mieście odbyły się uroczystości patriotyczne związane z przemarszem sanockiego 2 Pułku Strzelców Podhalańskich.

### II wojna światowa

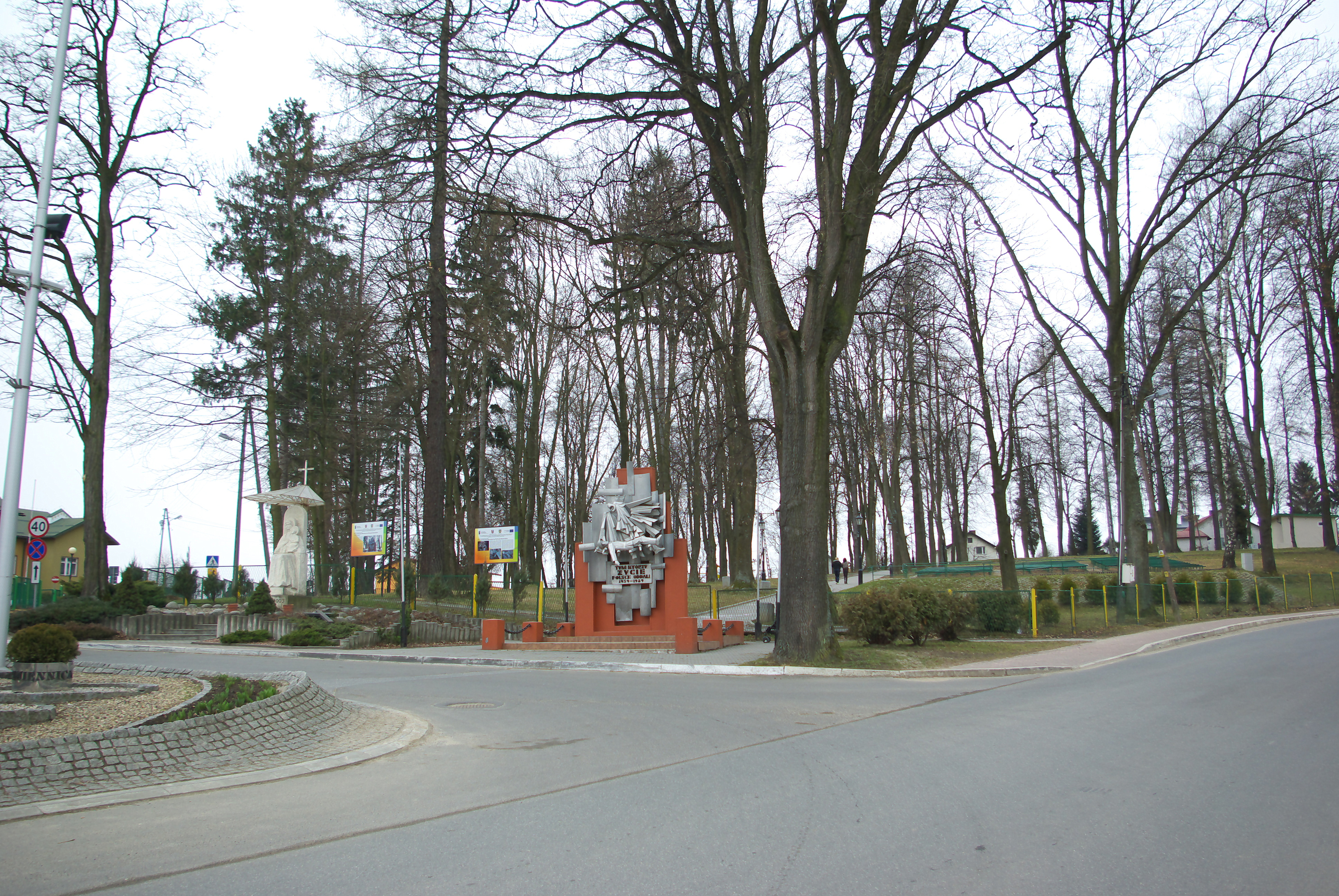
Pomnik Pamięci Narodu przy Parku Jordanowskim w Brzozowie: „Tym, którzy życie Polsce oddali 1939–1989”

Brzozów znalazł się pod okupacją niemiecką 9 września 1939 roku. Eksterminacji została wówczas poddana ludność polska i żydowska. W wyniku działań wojennych w pierwszej dekadzie września miasto znalazło się w strefie działań 14 Armii niemieckiej, a po ustaniu operacji militarnych pod okupacją niemiecką na terenie Generalnego Gubernatorstwa. W mieście został utworzony posterunek niemieckiej żandarmerii i więzienie, które początkowo mieściło się w siedzibie byłego starostwa, a następnie budynkach, należących do plebanii.
W czerwcu 1941 roku w okolicach miasta koncentrowały się niemieckie jednostki 17 Armii Polowej, przygotowujące się do wojny ze Związkiem Radzieckim. W tym roku również wychowawczyni przedszkola Sióstr Służebniczek NMP siostra Celestyna (Katarzyna Faron) została aresztowana przez niemiecką tajną policję państwową. Postawiono jej zarzut współpracy z polskim podziemiem. Po śledztwie, przeprowadzonym w więzieniach w Jaśle oraz Tarnowie, została wysłana do obozu koncentracyjnego Auschwitz-Birkenau, gdzie zmarła w 1944 roku. Została beatyfikowana w 1999 roku.
Na początku wojny w Brzozowie została utworzona dzielnica żydowska. 10 sierpnia 1942 roku została ona zlikwidowana, a około 1400 Żydów wymordowano w lesie w pobliżu Brzozowa-Zdroju. Ofiary zmuszono najpierw do wykopania dołów na zbiorowe mogiły, a następnie zamordowano strzałem w tył głowy lub uderzeniem żelaznym łomem. Zniszczeniu uległa także brzozowska synagoga, która nigdy nie została odbudowana.
3 sierpnia 1944 roku do miasta wkroczyły oddziały 38. Armii I Frontu Ukraińskiego (dla ich uczczenia postawiono pomnik w Ogródku Jordanowskim, a w 1953 roku pomnik na cmentarzu wśród mogił żołnierzy).

### Brzozów w okresie Polski Ludowej
Po okresie okupacji mieszkańcy Brzozowa przystąpili do tworzenia organów administracji polskiej w ramach Polski lubelskiej.
Po drugiej wojnie światowej nastąpił rozwój ekonomiczny miasta. W Brzozowie powstały zakłady przemysłowe, szkoły średnie, nowe obiekty handlowe, usługowe, placówki służby zdrowia i bloki mieszkalne.
5 marca 1945 roku, na rozkaz zastępcy komendanta brzozowskiego obwodu „Nie” – porucznika Franciszka Woźniaka „Brzeszcza”, przeprowadzono próbę likwidacji inspektora szkolnego Leona Dobruckiego. W akcji, w wyniku której zginął starosta brzozowski Wacław Mambort-Orlicki, ranny został dowodzący nią wachmistrz Feliks Maziarski „Szofer” – dowódca rajdu na brzozowski areszt Urzędu Bezpieczeństwa.
24 października 1946 roku w pobliżu Brzozowa – w Malinówce – został zamordowany major Narodowych Sił Zbrojnych – Antoni Żubryd – wraz z żoną Jadwigą. Mordu dokonał agent Urzędu Bezpieczeństwa, Jerzy Vaulin ps. „Mar”.

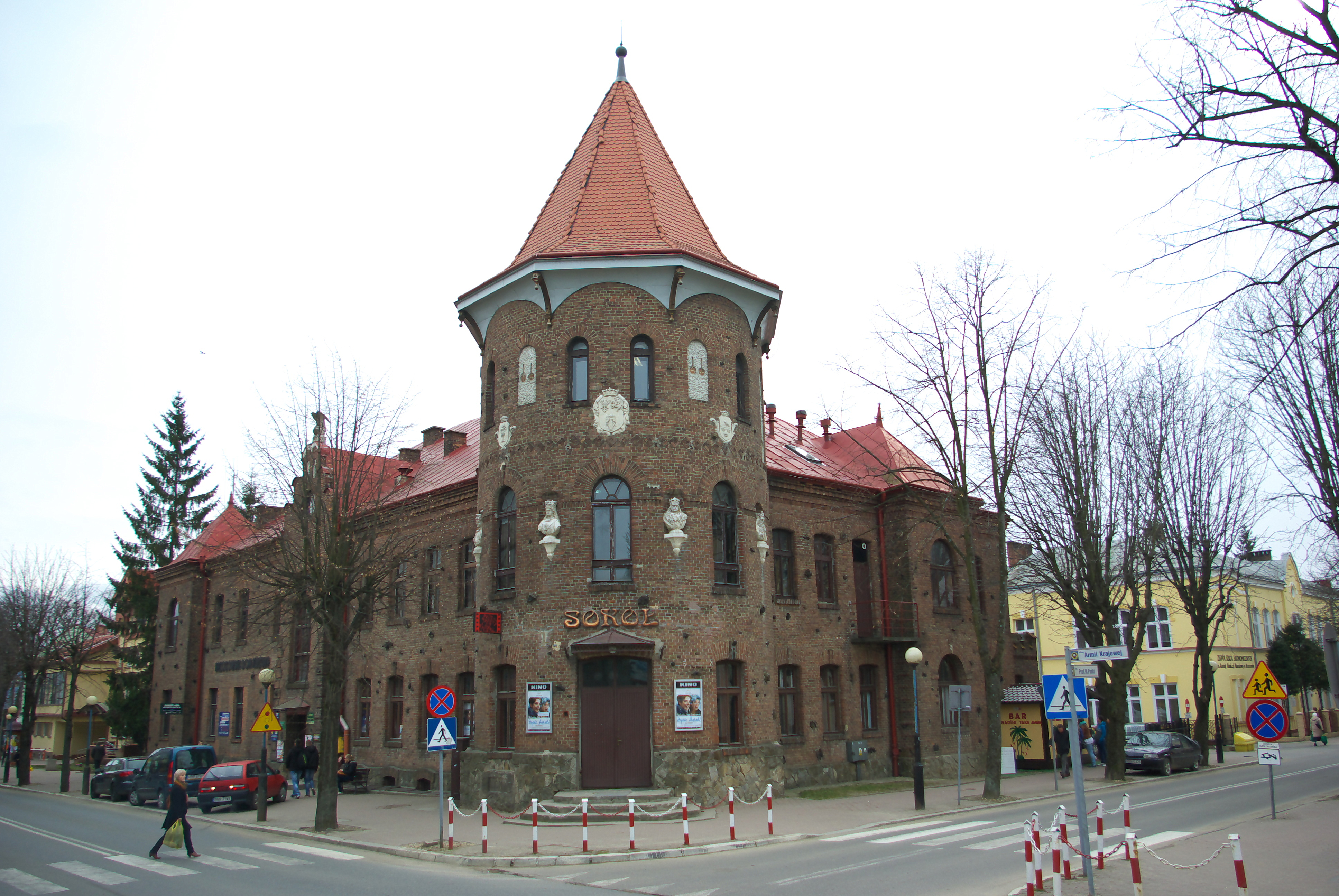
Dawny budynek Towarzystwa Gimnastycznego Sokół, obecnie Brzozowski Dom Kultury.

W 1947 roku w budynku Towarzystwa Gimnastycznego Sokół została utworzona Biblioteka Powiatowa z Oddziałem Miejskim. Samo towarzystwo przestało działać dwa lata później z nakazu centralnych władz administracyjnych. W 1950 roku zostało zlikwidowane starostwo powiatowe, w jego miejsce utworzono Powiatową Radę Narodową. W 1959 roku w Brzozowie odbyły się uroczyste obchody z okazji 600-lecia lokacji miasta, 100-lecia istnienia powiatu, 50-lecia założenia gimnazjum i 15-lecia Polski Ludowej. W 1961 roku w Brzozowie utworzone zostało liceum ekonomiczne, w 1966 roku – technikum budowlane. W 1970 roku miasto otrzymało tytuł Mistrza Gospodarności Kraju. W 1970 został wybity medal upamiętniający o treści Brzozów mistrz gospodarności kraju 1970. W 1974 roku miasto wygrało z Warką turniej telewizyjny Bank Miast oraz Bank Banków.
W 1975 roku likwidacji uległ powiat brzozowski. W latach 1975–1976 na mocy dekretu prymasa kardynała Stefana Wyszyńskiego biskup Ignacy Tokarczuk wznowił działalność kapituły kolegiackiej. W 1979 miasto odznaczono Orderem Sztandaru Pracy I klasy.
W 1980 roku nastąpiło otwarcie Muzeum Regionalnego PTTK, utworzonego dzięki staraniom miejscowego oddziału Polskiego Towarzystwa Turystyczno-Krajoznawczego.

### Miasto w okresie III Rzeczypospolitej
W 1990 roku w Brzozowie został powołany przez przedstawicieli samorządu lokalnego Związek Gmin Brzozowskich. W 1992 roku ukazał się pierwszy numer miesięcznika „Wiadomości Brzozowskie”. W 1999 roku, na skutek zmian administracyjnych, Brzozów stał się siedzibą władz powiatowych. W 2001 roku ukazał się pierwszy numer „Brzozowskiej Gazety Powiatowej”. W 2009 roku Brzozów obchodził 650. rocznicę lokacji miasta Brzozowa.

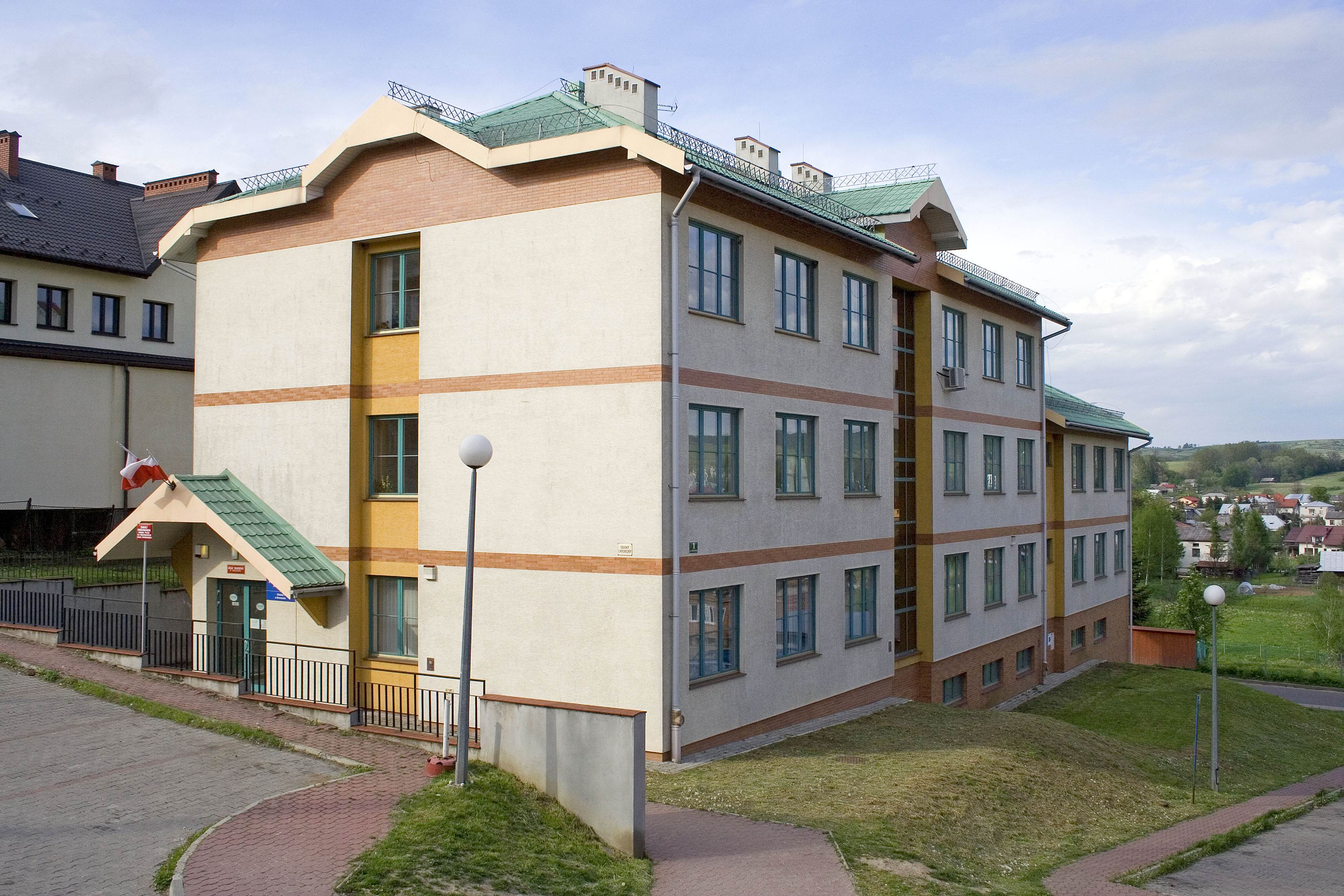
Urząd skarbowy w Brzozowie

## Demografia
Pierwsze dane na temat liczby mieszkańców Brzozowa pochodzą z 1589 roku. Miasto zamieszkiwało wówczas 1960 obywateli. Przez dwa stulecia nastąpił spadek liczby mieszkańców do 671 w 1799 roku. Na początku XIX wieku liczba ta wzrosła – w 1816 roku wynosiła 856 mieszkańców, zaś w 1824 roku przekroczyła tysiąc. Według Pierwszego Powszechnego Spisu Ludności Rzeczypospolitej Polskiej w 1921 roku Brzozów liczył 4160 mieszkańców, a przed wybuchem II wojny światowej – 4106. W latach 1946–1971 nastąpił nieznaczny wzrost demograficzny. W ostatnich dwóch dekadach XX wieku liczba mieszkańców zwiększyła się prawie o 1,5, zaś na początku XXI wieku niemal podwoiła się (w porównaniu do 1946 roku) – w 2001 roku wynosiła 7739 mieszkańców. Przez kolejne lata utrzymywała się na równym poziomie – w 2009 roku wyniosła 7836 osób.
Powierzchnia miasta obejmuje 11,46 km², co przy obecnej liczbie mieszkańców daje gęstość zaludnienia równą 683,8 osób na 1 km². Miasto zajmuje 465. miejsce pod względem liczby ludności w Polsce, pomiędzy Barcinem a Pniewami.
- Wykres liczby ludności miasta Brzozów na przestrzeni wieków[59]:

- Największą populację Brzozów miał w 1993 roku – według danych WUS w Krośnie – 7854 mieszkańców[57].
- Struktura płci i wieku mieszkańców Brzozowa (31 grudnia 2008)[60]:

Miasto liczyło w 2009 roku 7836 mieszkańców.

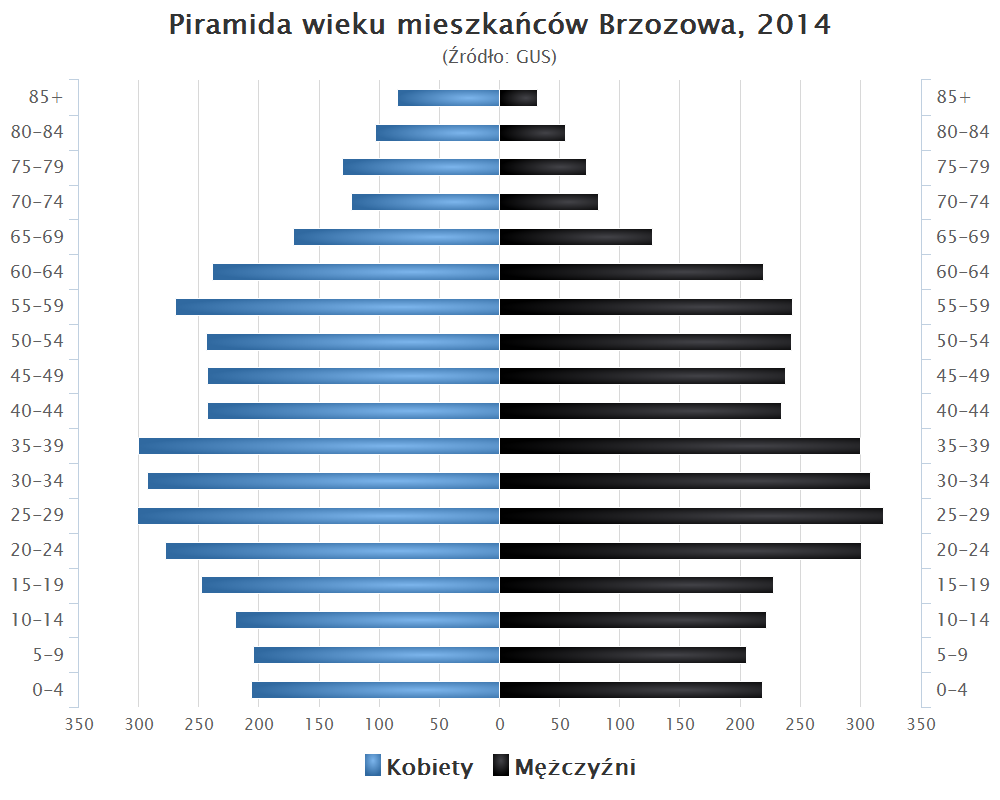
Piramida wieku mieszkańców Brzozowa w 2014 roku

## Architektura

### Układ urbanistyczny
Miasto posiada zwartą, czytelną kompozycję. W centrum położony jest niewielki rynek, na środku którego zlokalizowany jest budynek ratusza, obecnie Muzeum Regionalne W obrzeżach miasta, na granicy z Przysietnicą i Starą Wsią, wyraźnie widoczna jest dzielnica przemysłowa. Są to obszary z konkretnie ukształtowaną funkcją przemysłową, składową i produkcyjną oraz z bazami przedsiębiorstw budowlanych i transportowych. W granicach miasta znaczny obszar stanowią tereny przeznaczone pod produkcję rolniczą, sadowniczą i hodowlaną. Znajdują się na nich, poza gruntami rolnymi, sadami, łąkami i pastwiskami – zagrody rolnicze, obiekty magazynowo-składowe, fermy, ośrodki obsługi maszynowej itp.
W Studium Uwarunkowań i Kierunków Zagospodarowania Przestrzennego Gminy Brzozów, w celu czytelnego ukształtowania przestrzeni gminy, wyodrębniono sześć stref odzwierciedlających jej układ przestrzenny. Brzozów zlokalizowany jest w strefie I, II i III:
- I strefa – centralna, wielofunkcyjna,
- II strefa – wytwórczo-usługowa (ekonomiczna),
- III strefa – osadnicza (budownictwa mieszkaniowego i zagrodowego).

Na podstawie opracowania Poziom życia w miastach województwa podkarpackiego, a ich położenie, funkcje i pozycja w hierarchii, Brzozów został zaliczony do miast o funkcji mieszanej, polifunkcyjnej silnej.

### Dzielnice
Miasto posiada kilkanaście zwyczajowych dzielnic. Są to części miasta o wyróżniających się funkcjach (często historycznych), typie zabudowy lub zamieszkującej je ludności. Jedna z nich, Porkówka, była traktowana jako osada o charakterze przedmieścia. Została włączona do miasta w XV wieku i nazywana była Przedmieściem. Od XVI wieku znana była jako Borkówka. W XVI wieku posiadała 18 łanów lub 26 gospodarstw. Miała m.in. prawo do korzystania z posług kilku poddanych na Porkówce. Wyznaczano ich do prac nad naprawą dróg, mostów i kościoła oraz pomocy przy organizowaniu transportu na rzecz miasta. Niektórzy biskupi, np. Aleksander Antoni Fredro, podkreślali wiejski charakter Porkówki.
Dzielnice zwyczajowe Brzozowa:
– Borkówka
– Widacz
– Zdrój
– Horybek
– Podlesie
– Podwale
– Rynek

### Rynek

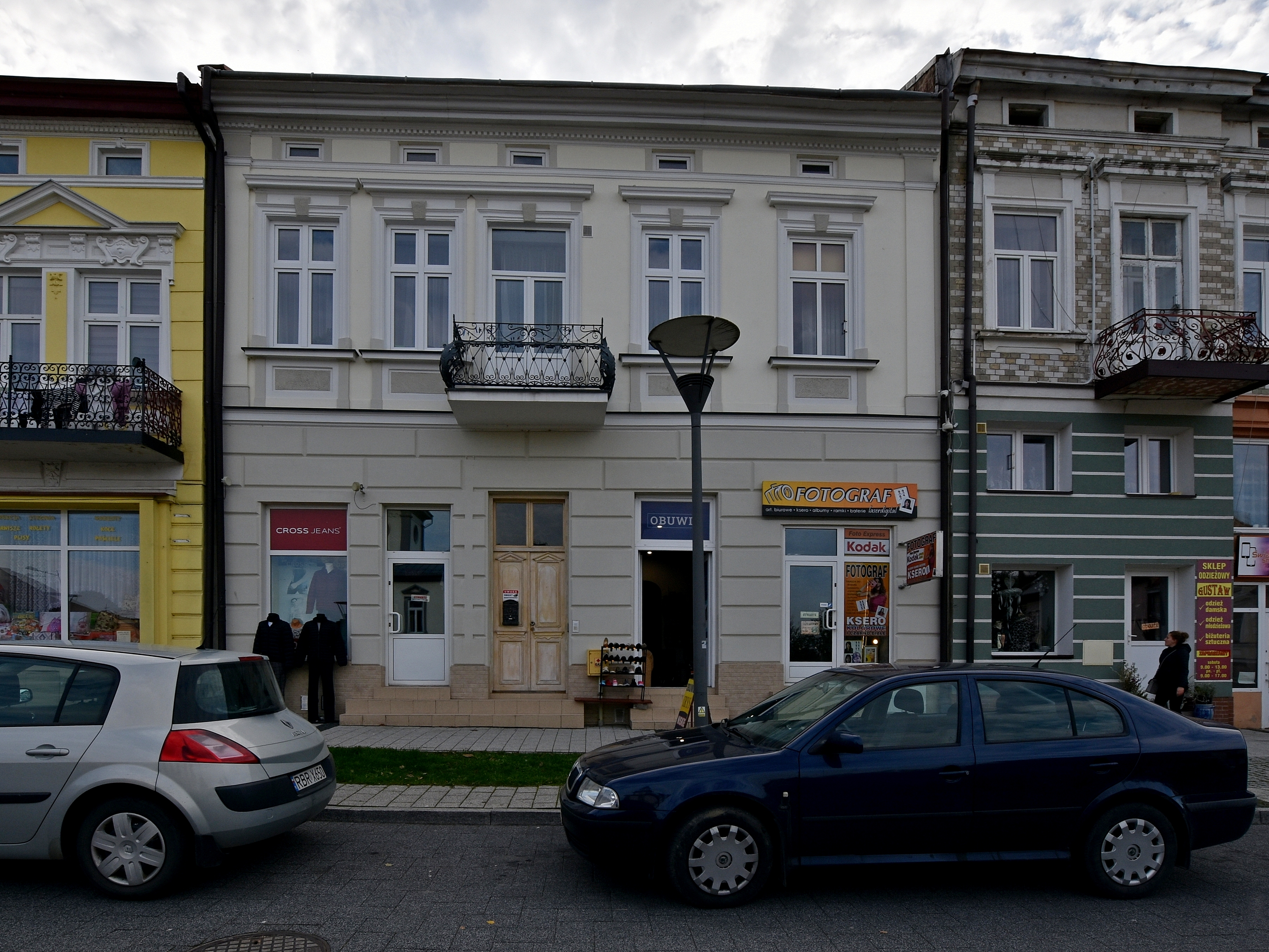
Kamienica przy ul. Rynek 2 w Brzozowie

Kamienice zlokalizowane w rynku powstały po 1907 roku, kiedy to pożar, który wybuchł w maju tego roku, zniszczył niemal całkowicie wcześniejszą przyrynkową zabudowę w formie parterowych, głównie szczytowych domów podcieniowych. Dopiero w trakcie odbudowy po 1907 roku wkroczyła na teren brzozowskiego rynku zabudowa piętrowa, zlokalizowana obecnie w jego zachodniej i częściowo północnej pierzei. Istniejące obecnie kamienice nie zachowały w swych murach pierwotnych elementów, ich wnętrza w znacznej mierze zostały przebudowane w okresie po II wojnie światowej. Pierwotnego kształtu nie zachowały także działki przyrynkowe. Pierzeja zachodnia rynku stanowi jeden z niewielu zachowanych jednorodnych zespołów budowlanych Brzozowa. Omawiane kamienice są to murowane, otynkowane, piętrowe budynki, wzniesione na rzutach prostokątów, nakryte dwuspadowymi dachami pobitymi blachą. Pierwsze kondygnacje, dekorowane pseudoboniowaniem, przebite są w większości otworami współczesnych witryn sklepowych. Kondygnacje rozdzielone są gzymsami kordonowymi. Na wysokości pięter kamienic występują różnorodne elementy wystroju architektonicznego, do których należą w szczególności: obramienia otworów okiennych, bardzo różnorodne w formie – uszate obramienia z trójkątnymi przyczółkami, profilowanymi parapetami i płycinowymi podokiennikami (Rynek 1), opaskowe obramienia z kluczem zwieńczone odcinkami belkowania (Rynek 2, 3), obramienie uszate z odokiennikami ze ślepą tralkową balustradą i zwieńczeniem w formie odcinków belkowania z fryzem perełkowym (Rynek 4); balkony z kutymi balustradami o różnorodnych wzorach ornamentalnych i roślinnych, w tym trzy balkony koszowe (Rynek 2, 3, 4, 6), odmienna od pozostałych dekoracja ostatniej kondygnacji kamienicy Rynek 3 o nieotynkowanej ścianie ozdobionej geometrycznymi wzorami ułożonymi z różnokolorowych cegieł. Wszystkie kamienice rynkowe posiadają wydzieloną gzymsem kordonowym ściankę kolankową z prostokątnymi okienkami oświetlającymi partię strychu, lecz tylko w jednej z nich (Rynek 5) pomiędzy okienkami zastosowano dekorację w formie girland umieszczonych w prostokątnych płycinach. Elewacje wszystkich tych budynków wieńczy profilowany gzyms koronujący.

### Zieleń miejska
W Brzozowie znajdują się 2 nieduże parki.

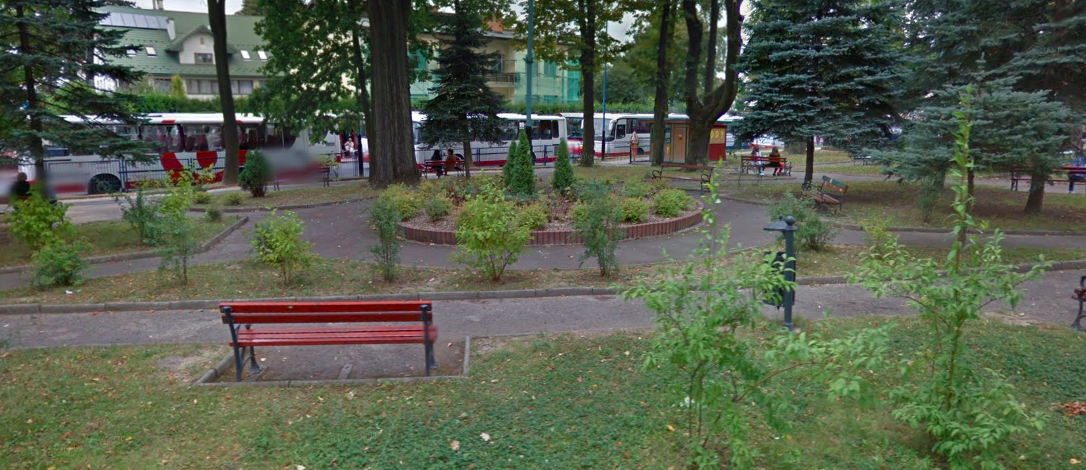
Park na Placu Grunwaldzkim w Brzozowie

- Park Jordanowski. Park ten o powierzchni niecałego hektara jest otoczony z 3 stron ulicami: Parkową, Cegłowskiego i Moniuszki. Znajduje się obok Szkoły Podstawowej nr 1 im. Władysława Szafera w Brzozowie. Znajdują się tam: scena, przy której odbywają się imprezy miejskie oraz plac zabaw.
- Park na Placu Grunwaldzkim. Jest to nieduży park znajdujący się przy ulicy Plac Grunwaldzki i obok dworca autobusowego. Cechują go nasadzenia różnych jednorocznych kwiatów (Tulipany) i krzewów (Żywotniki, Berberysy, Tawuły oraz Jałowce).

W Brzozowie znajdują się dwa pomniki przyrody wpisane do rejestru pomników przyrody byłego województwa krośnieńskiego pod numerami 125 i 143:
- dąb szypułkowy przy ul. Piastowej,
- dąb szypułkowy przy ul. Bema[66].

#### Ogród przy dawnym pałacu biskupim
Ogród według planu katastralnego pochodzi z połowy XIX w. Był to jeden ze znakomitszych ogrodów w Polsce. Pałac zburzony został pod koniec XIX w. W połowie XX w. zniknął ślad po rezydencji biskupów przemyskich. Wycięto wówczas setki starych i pomnikowych lip oraz wiele drzew obcego pochodzenia, a także zasypano stawy.

### Cmentarze

#### Cmentarz wojenny

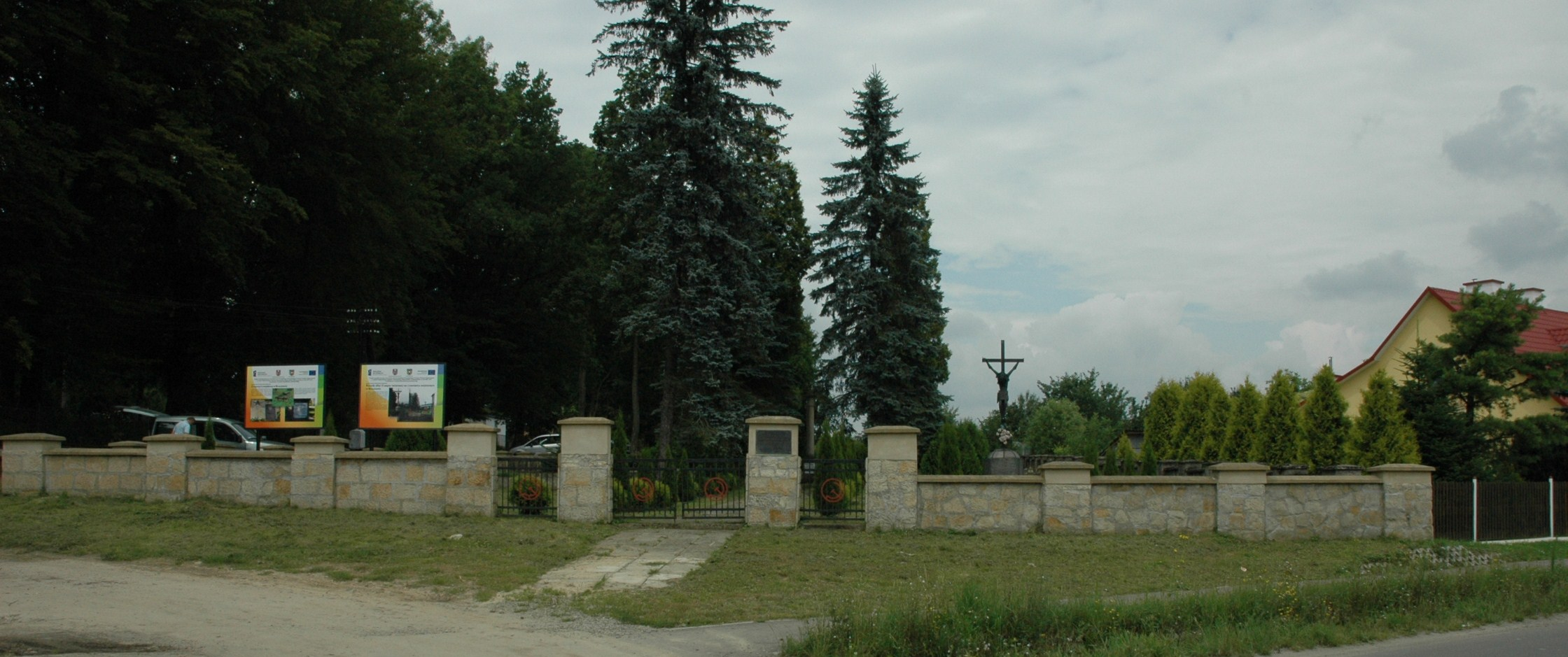
Cmentarz wojenny w Brzozowie

Podczas walk niemiecko-radzieckich latem 1944 roku na terenie powiatu brzozowskiego zginęło ok. 3000 czerwonoarmistów. Nekropolia powstała w latach pięćdziesiątych, znajdująca się przy ul. Bohaterów II Wojny Światowej, kryje w 15 dużych mogiłach prochy 17 polskich żołnierzy poległych w latach 1939–1945, 500 żołnierzy 38 Armii Frontu Ukraińskiego i 1 żołnierza Czechosłowackiego Korpusu Armijnego, poległych w walce z Niemcami w 1944 roku na terenie powiatu brzozowskiego, złożone tam w latach 1951–1953. Pomiędzy zbiorowymi mogiłami została wzniesiona betonowa kolumna, zwieńczona głowicą z pięciopromienną gwiazdą na szczycie. Tablica na cokole kolumny została umieszczona 11 listopada 1992 roku dla upamiętnienia poległych żołnierzy czechosłowackich, polskich i radzieckich.

#### Cmentarz żydowski

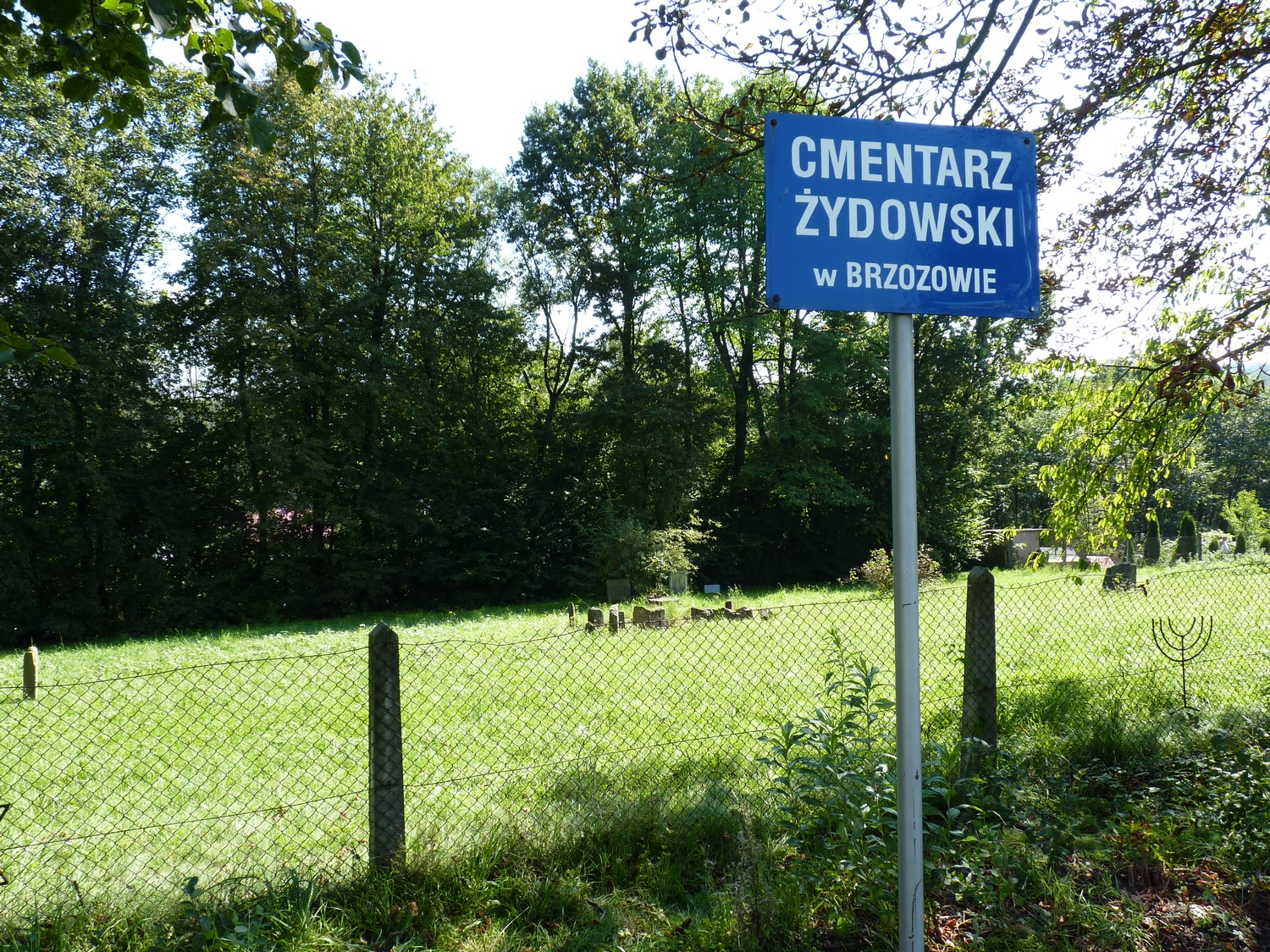
Cmentarz żydowski

Założony w XIX wieku. Został zdewastowany podczas okupacji hitlerowskiej. Większość nagrobków została użyta przez Niemców do brukowania ulic w Brzozowie i Dynowie. Po wojnie część nagrobków była przechowywana w Muzeum Regionalnym. W 1994 roku Natan Weiss z Izraela wybudował wokół cmentarza ogrodzenie. Na powierzchni 0,36 ha zachowało się kilkadziesiąt macew. Nagrobki posiadają inskrypcje w języku hebrajskim.

## Gospodarka

### Przemysł

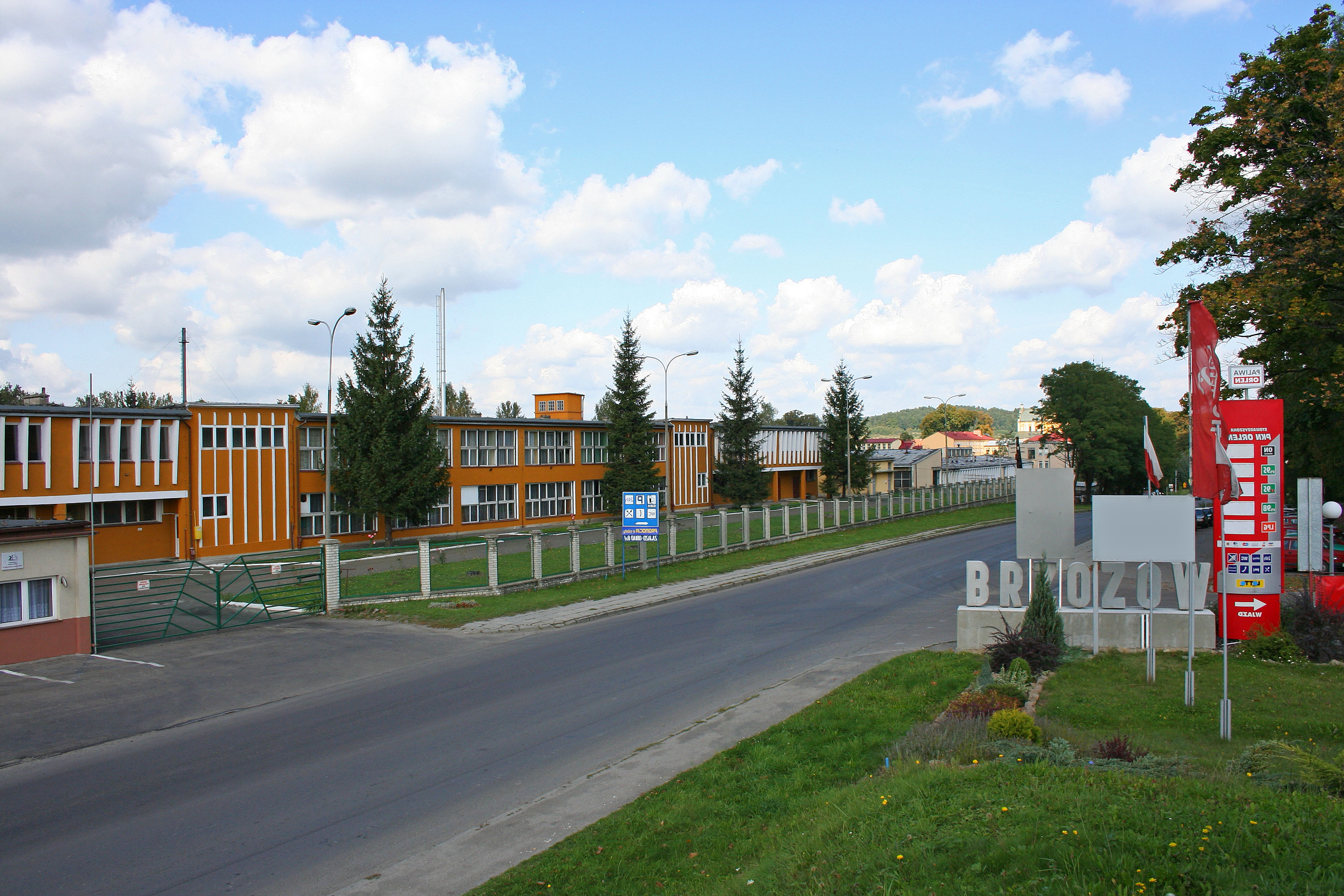
Zakład Koronki S.A

Brzozów nigdy nie stał się ośrodkiem wielkiego przemysłu. Najdłuższą tradycję ma wydobycie ropy naftowej, które obecnie jest realizowane przez Sanocki Zakład Górnictwa Nafty i Gazu. Zakład przemysłu „Grupa Koronki” S.A. był zaliczany do największych producentów koronek klockowych w Europie. Przedsiębiorstwo produkowało odzież damską z koronki, firany, zasłony, obrusy, serwety i inne elementy galanterii tekstylnej. Branżę drzewną reprezentują spółki: „Polikat”, „Polsal” i „Holmar”, spożywczą: „Gran-Pik”, budowlaną: „BJS Brzozów”, „Eleo-Budmax”. Na terenie miasta działają także takie przedsiębiorstwa, jak: zakład tworzyw sztucznych „ArtGos”, huta szkła gospodarczego „KAMa” oraz firma handlowa „Alta”.
Najliczniejszą grupą podmiotów gospodarczych jest sektor średnich i małych przedsiębiorstw, których liczba na początku 2007 roku na terenie gminy wynosiła 1231. Prowadzą działalność w następujących branżach:
| Sfera działalności przedsiębiorstw | Liczba |
| ---------------------------------- | ------ |
| budownictwo i handel               | 32     |
| budownictwo                        | 247    |
| doradztwo podatkowe                | 9      |
| gastronomia                        | 15     |
| handel                             | 328    |
| informatyczne                      | 16     |
| produkcyjno-usługowe               | 36     |
| pozostałe usługi materialne        | 15     |
| produkcja wyrobów                  | 24     |
| transport i handel                 | 23     |
| transport                          | 54     |
| usługi medyczne                    | 64     |
| usługi przemysłowe                 | 4      |
| usługi inne                        | 364    |

### Rolnictwo
Gospodarstwa rolne na terenie Brzozowa to w przeważającej większości gospodarstwa o powierzchni do 1 ha. Rozdrobnienie rolnictwa jest spore – przeciętna powierzchnia gospodarstwa rolnego w Polsce wynosi 9 ha, w Unii Europejskiej – 19,4 ha, a w województwie podkarpackim – 2,8 ha, podczas gdy w Brzozowie zaledwie 1,2 ha. Większość gospodarstw rolnych (52%) nie prowadzi żadnej działalności gospodarczej, a 34% prowadzi wyłącznie działalność rolniczą. Dominującą rolę wśród upraw roślinnych na analizowanym obszarze stanowią ziemniaki oraz pszenica ozima. Na terenie Brzozowa dominują gospodarstwa bez chowu zwierząt.
W miejscowości działało Państwowe Gospodarstwo Rolne – w 1993 jako Ośrodek Hodowli Zarodowej Skarbu Państwa Brzozów.

## Infrastruktura
| Rodzaj                             | Powierzchnia | %      |
| ---------------------------------- | ------------ | ------ |
| Tereny mieszkaniowe                | 78 ha        | 36,28% |
| Tereny komunikacyjne               | 63 ha        | 29,30% |
| Tereny przemysłowe                 | 18 ha        | 8,37%  |
| Inne tereny zabudowane             | 41 ha        | 19,07% |
| Zurbanizowane tereny niezabudowane | 4 ha         | 1,86%  |
| Tereny rekreacyjno-wypoczynkowe    | 11 ha        | 5,12%  |
| Użytki kopalne                     | 0 ha         | 0%     |
| Powierzchnia całkowita (Σ)         | 215 ha       | 100%   |

### Publiczny transport zbiorowy

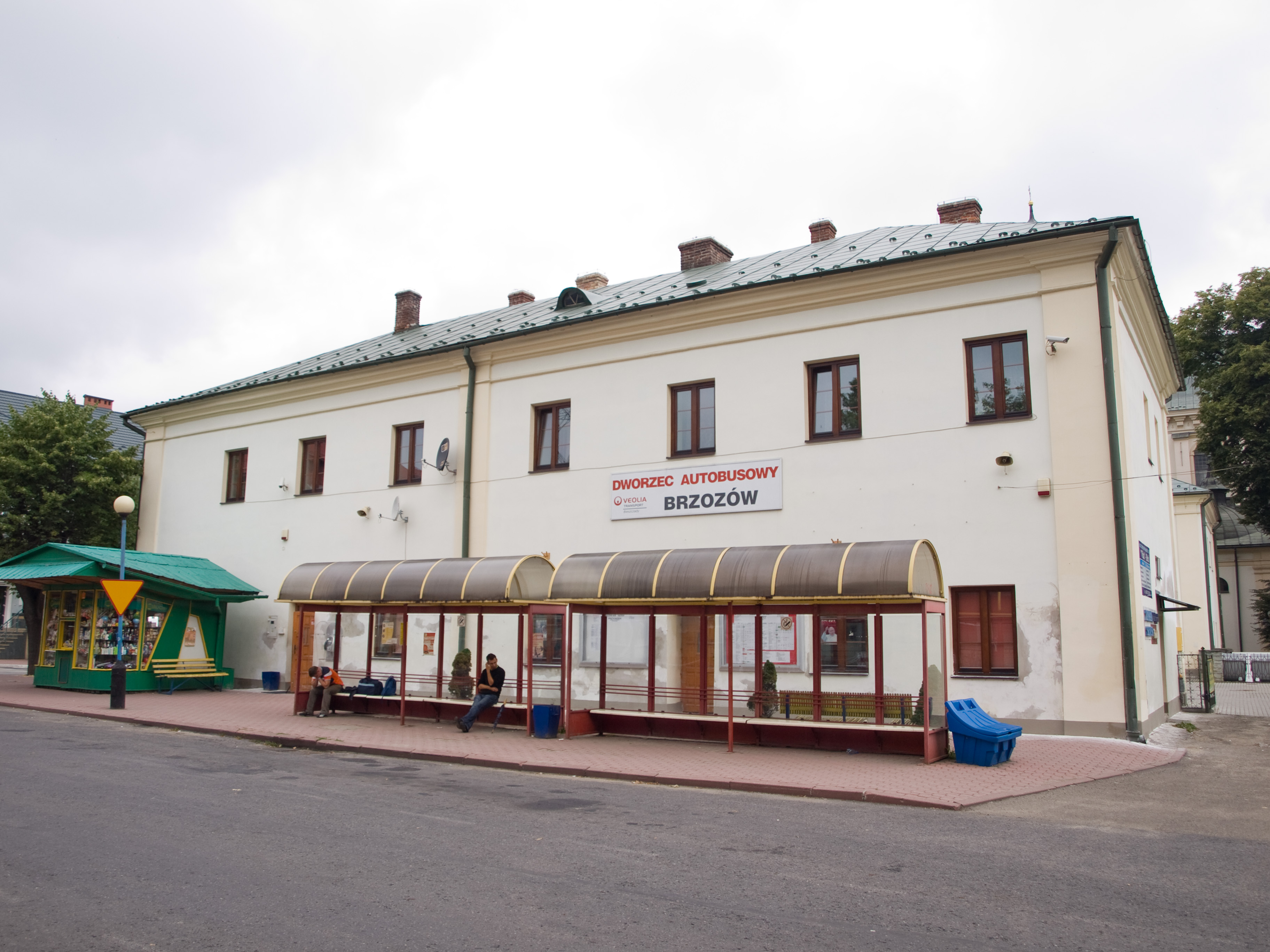
Dworzec autobusowy w Brzozowie

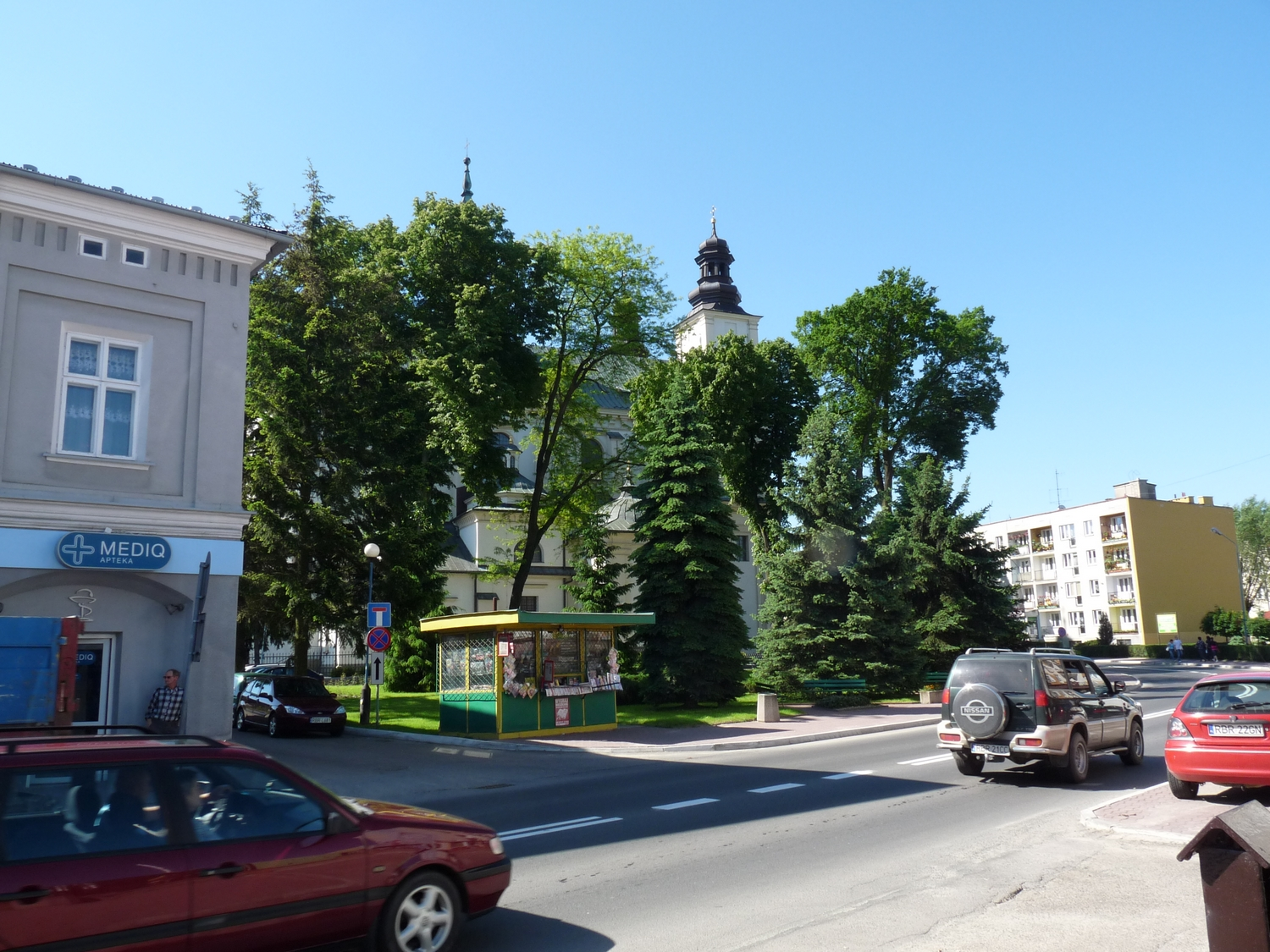
Ul. Mickiewicza

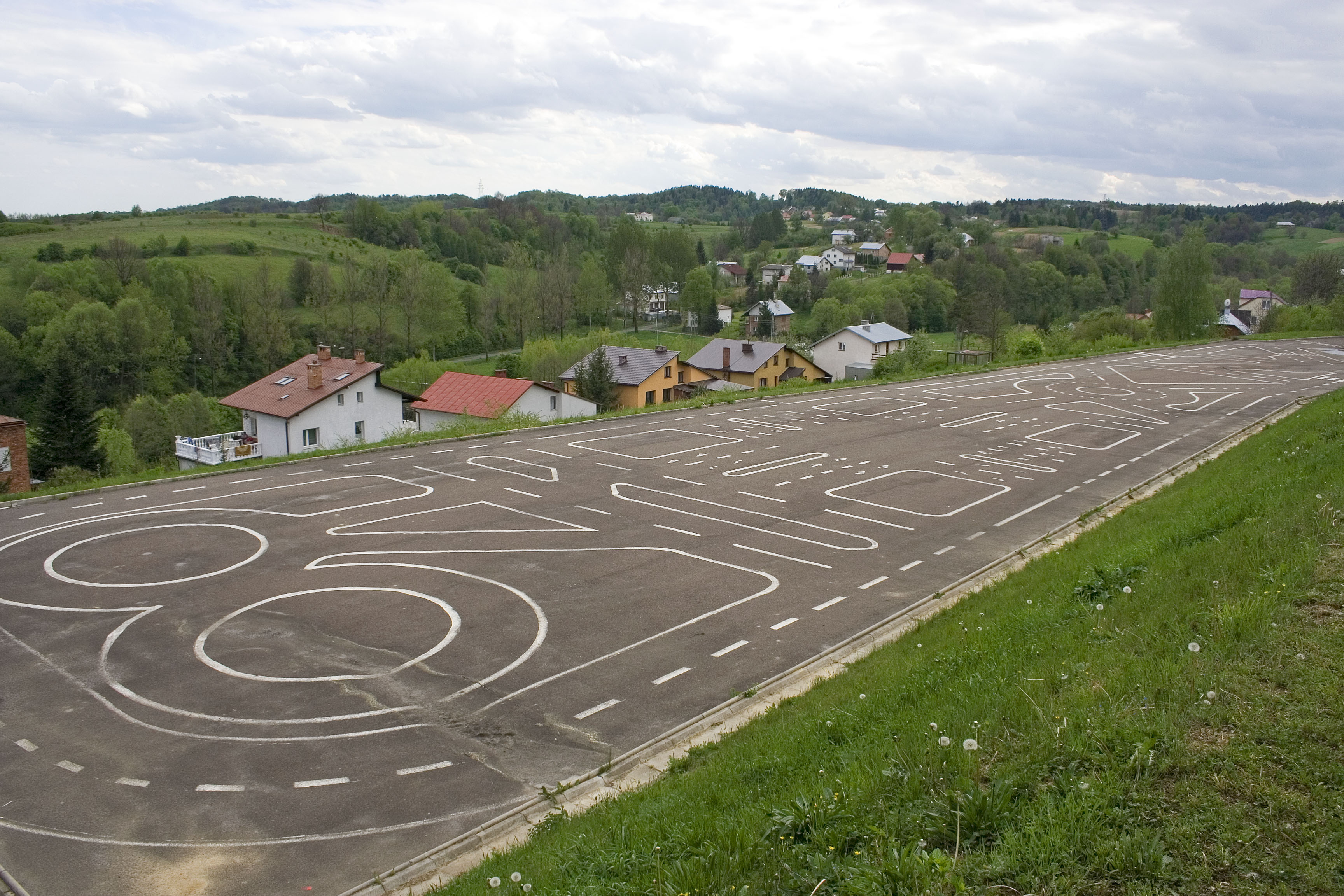
Miasteczko rowerowe przy Szkole Podstawowej nr 1

W Brzozowie znajduje się oddział PKS – spółka Veolia Transport Bieszczady, która dysponuje bezpośrednimi połączeniami komunikacji autobusowej z Warszawą i Lublinem oraz gęstą siecią połączeń lokalnych. Na terenie miasta rozlokowanych jest 6 przystanków, zarówno dla pasażerów wsiadających, jak i wysiadających. Komunikacja autobusowa łączy Brzozów ze stacjami kolejowymi w Krośnie, Przemyślu, Rzeszowie, Rymanowie (Wróblik Szlachecki) i Sanoku. Brzozów nie posiada linii kolejowej. Przed I wojną światową kilkakrotnie przedstawiano projekty przeprowadzenia jej przez miasto, jednak nie zostały one wcielone w życie. Mówi się, że Brzozów jest miastem ze stacją kolejową bez torów, która niesłusznie bywa identyfikowana z przedwojennym budynkiem restauracji żydowskiej.
W 2015 r. przy ul. ks. Bielawskiego oddano do użytku sanitarne lądowisko helikopterów.

### Gospodarka komunalna
W zabudowie mieszkaniowej Brzozowa występują budynki jednorodzinne, wielorodzinne oraz budownictwo zagrodowe. Budownictwo jednorodzinne to przede wszystkim budynki wolnostojące. Z kolei budynki wielorodzinne to w większości zabudowa blokowa, czyli tzw. klatkowce. Stan techniczny obiektów będących własnością miasta oraz spółdzielni mieszkaniowych podlega okresowej kontroli. Na terenie miasta znajdują się obecnie 3 budynki, które ze względu na bardzo zły stan techniczny kwalifikują się do wyłączenia z użytkowania. Aktualne zasoby mieszkaniowe na terenie miasta liczą w sumie 2399 mieszkań, w tym 1148 to domy mieszkalne. Na terenie miasta około 8% ogółu mieszkań, stanowi zasoby miasta Brzozowa. Największy odsetek mieszkań (72%) w strukturze według własności stanowią lokale będące własnością osób fizycznych, znacznie mniejszą grupę stanowią mieszkania będące w posiadaniu spółdzielni mieszkaniowych (18%), a 8% stanowią mieszkania gminne.

### Infrastruktura techniczna

#### Drogi
W granicach administracyjnych miasta Brzozowa występują 4 rodzaje dróg:
- drogi wojewódzkie – zarządzane przez Podkarpacki Zarząd Dróg Wojewódzkich,
- drogi powiatowe – administrowane przez Zarząd Dróg Powiatowych,
- drogi gminne – zarządzane przez Urząd Miejski w Brzozowie – Referat ds. Dróg i Mostów,
- drogi lokalne miejskie – zarządzane przez Urząd Miejski w Brzozowie – Referat ds. Dróg i Mostów.

Na terenie miasta znajduje się 66 ulic, z czego utrzymanie 34 dróg o łącznej długości 18,17 km leży w gestii urzędu miejskiego. Układ komunikacji drogowej na terenie miasta Brzozowa jest stosunkowo dobrze rozwinięty. Stan techniczny jezdni jest zróżnicowany. Zdecydowana większość posiada nawierzchnię twardą ulepszoną, jednak pozostałe drogi o nawierzchni gruntowej nieutwardzonej wymagają remontów, zwłaszcza po okresie zimowym.
Wysiłek miasta w zakresie infrastruktury drogowej ukierunkowany jest na:
- rozbudowanie systemu parkingów i miejsc postojowych w śródmieściu Brzozowa i na jego obrzeżach,
- zmodernizowanie istniejącej sieci drogowej poprzez ich poszerzenie, budowę chodników itd.,
- uwzględnienie w nowych projektach modernizacji dróg budowę ścieżek rowerowych.

W listopadzie 2015 r. została oddana do użytku obwodnica Brzozowa biegnąca w ciągu drogi wojewódzkiej nr 886.

#### Wodociągi
Zaopatrzeniem w wodę na terenie miasta zajmuje się Przedsiębiorstwo Gospodarki Komunalnej sp. z o.o. w Brzozowie. Źródłem zaopatrzenia w wodę są głównie ujęcia wód podziemnych, w skład których wchodzą:
- ujęcie „Brzozów – Jakla Wielka” składające się z 8 studni wierconych, o łącznej wydajności Qmax = 47,7 m³/h,
- ujęcie „Brzozów – Podlesie” składające się z 2 studni wierconych.

W administracji PGK sp. z o.o. w Brzozowie znajduje się także ujęcie powierzchniowe z potoku bez nazwy na Jakli Wielkiej, a także studnia wiercona przy ul. Parkowej, studnia głębinowa przy ul. Bielawskiego oraz druga studnia głębinowa znajdująca się przy ul. Podwale.
Mieszkańcy korzystający z wodociągu miejskiego stanowią od 75% do 80% ogólnej ich liczby. Zgodnie z danymi za rok 2008 zużyto ogólnie 247500 m³ wody, w tym gospodarstwa domowe 154600 m³, na cele produkcyjne zużyto 10600 m³ oraz na pozostałe cele wykorzystano 82300 m³ wody.

#### Sieć kanalizacyjna
Ścieki sanitarne z terenu miasta odprowadzane są do biologiczno-mechanicznej oczyszczalni ścieków „Brzozów-Borkówka” przy ul. Traugutta w Brzozowie. Oczyszczalnia charakteryzuje się kilkustopniowym poddawaniem neutralizacji i oczyszczeniu ścieków w systemie przepływu ciągłego i oczyszczeniu w lagunie hydroponicznej. W efekcie uzyskiwana jest najwyższa klasa czystości wody zrzutowej. Budowę oczyszczalni rozpoczęto w 1997 roku. Po zakończeniu budowy I etapu przepustowość oczyszczalni ścieków wynosiła 800 m³/dobę po zastosowaniu nowatorskich rozwiązań napowietrzania ścieków oraz systemu technologicznego . W 2009 roku zakończony został II etap rozbudowy oczyszczalni ścieków, maksymalna przepustowość wynosi obecnie 1800 m³/dobę i jest wystarczająca na potrzeby aglomeracji Brzozów. Łączna długość sieci kanalizacyjnej na terenie miasta wynosi 30 km. Na sieci wybudowanych jest siedem przepompowni, które umożliwiają doprowadzenie ścieków z terenów położonych niżej w stosunku do istniejącej sieci kanalizacyjnej.

#### Oczyszczanie miasta
Utrzymywaniem czystości oraz porządku na terenie Brzozowa zajmuje się Przedsiębiorstwo Gospodarki Komunalnej sp. z o.o. w Brzozowie. Prace porządkowe wykonywane przez PGK sp. z o.o. w Brzozowie obejmują:
- oczyszczanie letnie chodników i placów o łącznej powierzchni 1441,2 m²,
- zimowe utrzymanie ulic i chodników miejskich poprzez odśnieżanie i posypywanie piaskiem o łącznej powierzchni 109510,7 m²,
- codzienne opróżnianie koszy ulicznych w ilości 30 sztuk.

Na terenie miasta znajdują się także punkty wyposażone w 3 pojemniki do zbiórki selektywnej oraz 7 kontenerów siatkowych do zbiórki plastiku.

#### Energetyka
Zaopatrzenie w energię elektryczną gospodarstw domowych oraz zakładów przemysłowych i usługowych następuje poprzez urządzenia Zakładu Energetycznego w Rzeszowie. Zasilanie urządzeń odbywa się poprzez 124,262 km linii napowietrznych i kablowych, z tego:
- linie napowietrzne stanowią 67%,
- kable podziemne stanowią 33%.

Zużycie energii na jednego mieszkańca w 2008 roku wyniosło: 1165,70 kWh, na odbiorcę: 3064,73 kWh.
- liczba rozdzielczych punktów zasilających GPZ – 0,
- liczba stacji transformatorowych ST – 43 (w tym 4 szt. „WO”),
- ilość rozdzielni sieciowych RS – 0[71].

#### Ciepłownictwo
Na terenie miasta nie ma jednego źródła zaopatrzenia w energię cieplną. Obecnie w Brzozowie działa jedna kotłownia ogrzewająca budynki wielorodzinne przy ul. Kopernika, będąca w posiadaniu Spółdzielni Mieszkaniowej. W skład kotłowni wchodzi sześć gazowych kotłów grzewczych, cztery z nich o mocy 330 kW oraz dwa pozostałe o mocy 470 kW. Na terenie miasta znajduje się również jedna kotłownia o mocy 1,34 MW, ogrzewająca domy wielorodzinne oraz Przedszkole Samorządowe nr 2, zarządzana przez Przedsiębiorstwo Gospodarki Komunalnej w Brzozowie sp. z o.o.

#### Gazyfikacja
Brzozów obsługiwany jest przez sieć gazową niskiego i średniego ciśnienia. Długość sieci średniego ciśnienia wynosi 37631 m, a niskiego – 47775 m (31 lipca 2009). Punkt Dystrybucji Gazu obsługuje na terenie Brzozowa 2593 odbiorców. Wszystkie dzielnice miasta są wyposażone w sieci gazowe.

#### Telekomunikacja
Według danych TP S.A. na terenie Brzozowa zarejestrowanych jest 2023 abonentów (21 lipca 2009). Oprócz telefonii stacjonarnej na terenie miasta i okolicy rozwija się telefonia komórkowa. Teren Brzozowa objęty jest zasięgiem wszystkich operatorów sieci komórkowej. Główna stacja przekaźnikowa znajduje się za budynkiem Urzędu Miejskiego w Brzozowie. Administratorem masztu telefonii komórkowej jest PTK Centertel w Warszawie.

### Ochrona zdrowia

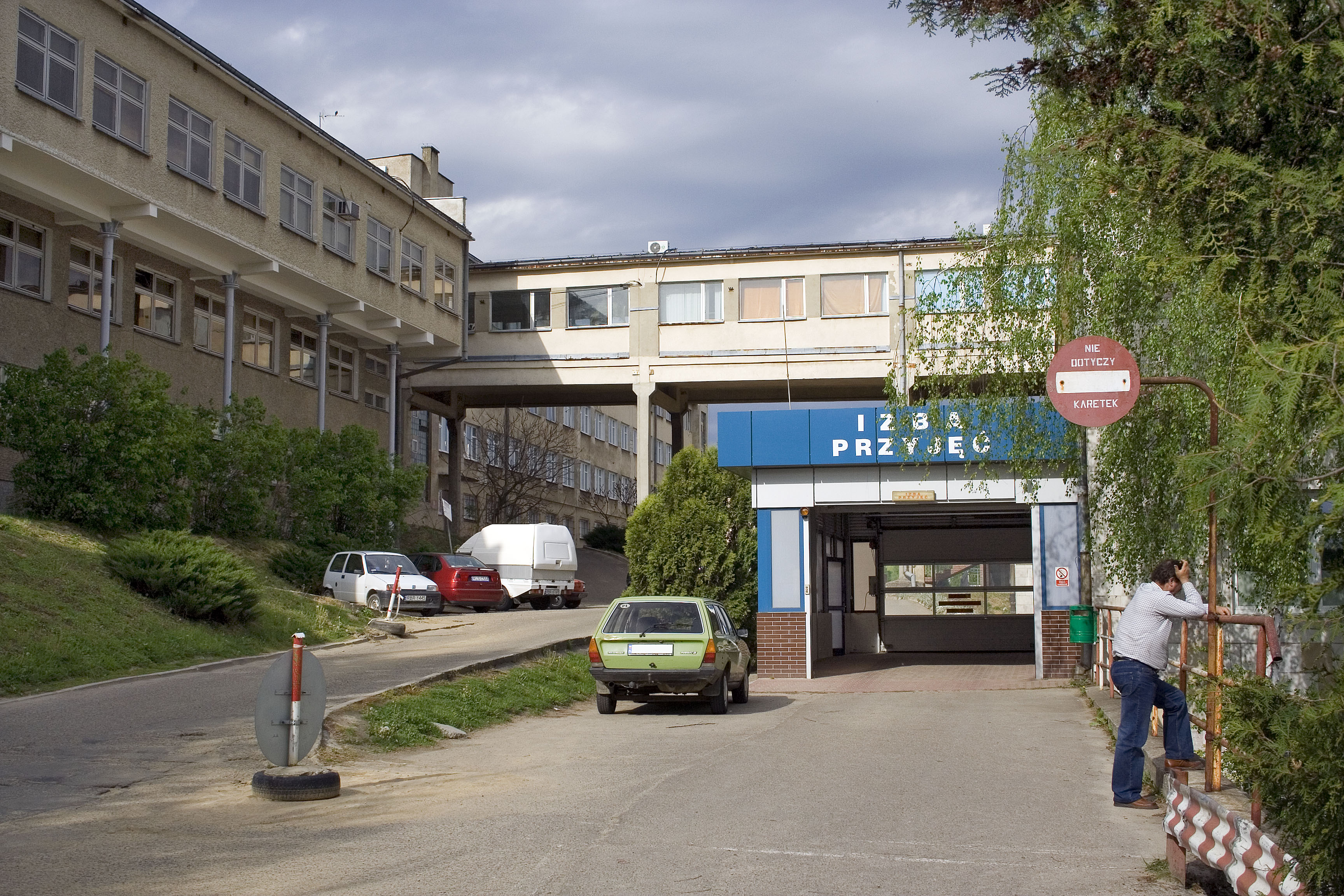
Szpital Specjalistyczny – Podkarpacki Ośrodek Onkologiczny im. ks. Bronisława Markiewicza

Brzozów posiada znany w tej części Polski Szpital Specjalistyczny im. ks. Bronisława Markiewicza wraz z Podkarpackim Ośrodkiem Onkologicznym. Mieszkańców gminy obsługuje Samodzielny Publiczny Zakład Opieki Zdrowotnej w Brzozowie, posiadający przychodnie w Grabownicy Starzeńskiej i Przysietnicy oraz punkty lekarskie w Górkach i Zmiennicy.

## Oświata
W Centrum Doskonalenia i Kształcenia Podyplomowego WSP w Rzeszowie z siedzibą w Brzozowie prowadzone są 5-letnie dzienne studia magisterskie oraz studia podyplomowe. Gmina sprawuje opiekę nad 10 szkołami podstawowymi i 6 gimnazjami, zaś powiat nad liceum ogólnokształcącym i zespołami szkół: ekonomicznych i budowlanych.

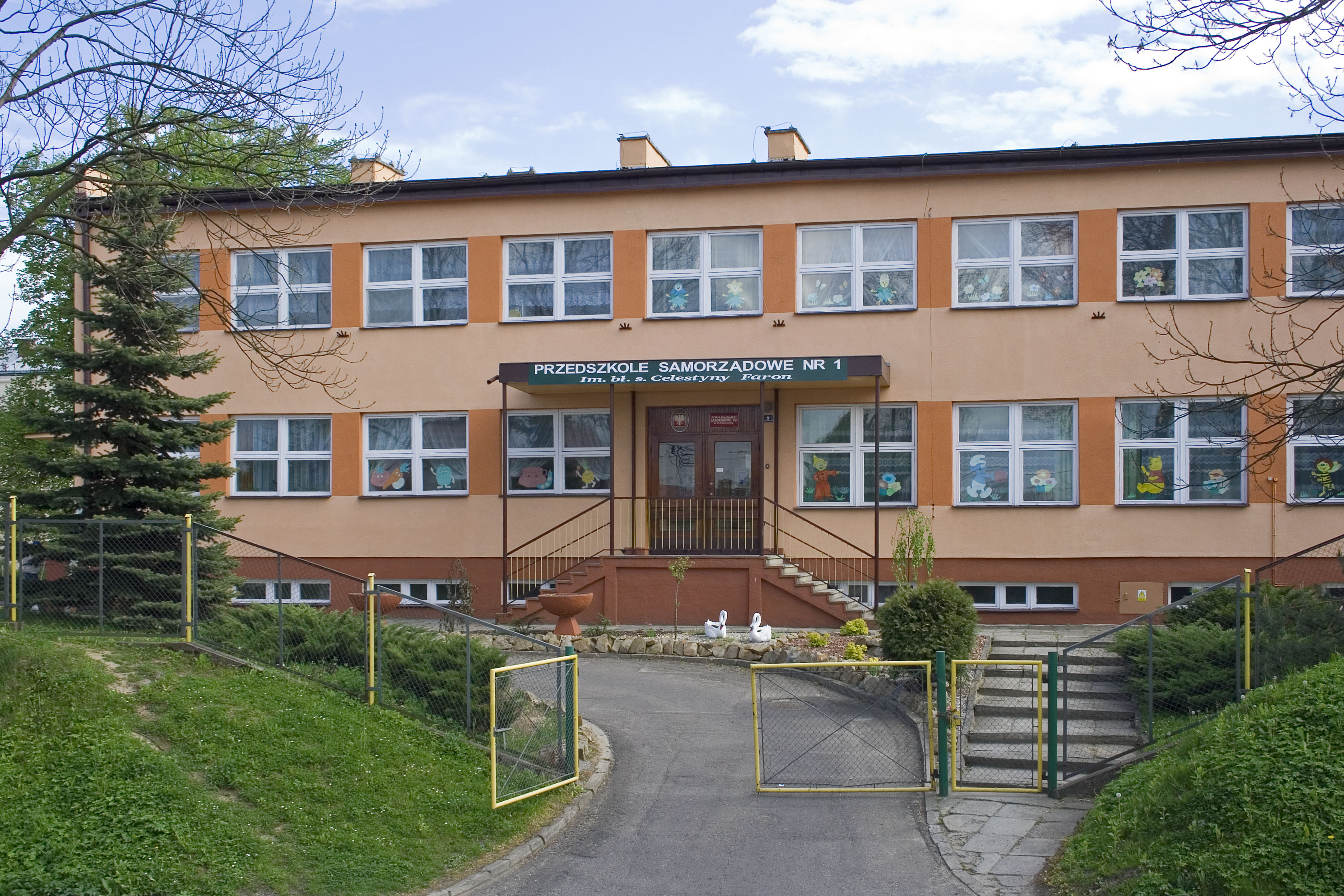
Przedszkole Samorządowe nr 1 im. bł. s. Celestyny Faron

### Przedszkola
- Przedszkole Samorządowe nr 1 im. bł. s. Celestyny Faron[76]
- Przedszkole Samorządowe nr 2 im. Marii Konopnickiej[76]

### Szkoły podstawowe

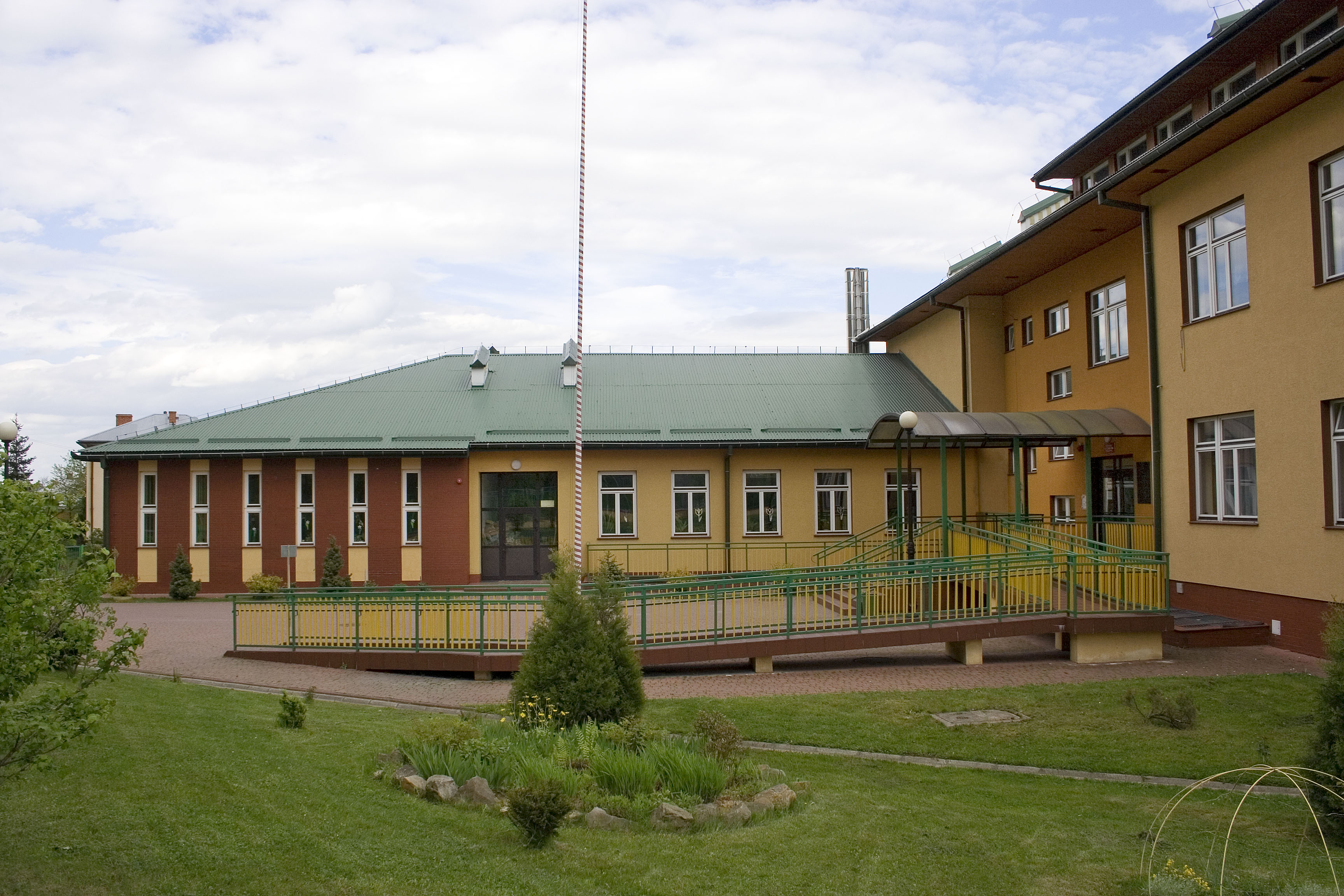
Szkoła Podstawowa nr 1 im. prof. Władysława Szafera

- Szkoła Podstawowa nr 1 im. prof. Władysława Szafera[76]
- Szkoła Podstawowa nr 2 im. ks. Bronisława Markiewicza[77]

### Szkoły ponadpodstawowe
- Zespół Szkół Ogólnokształcących

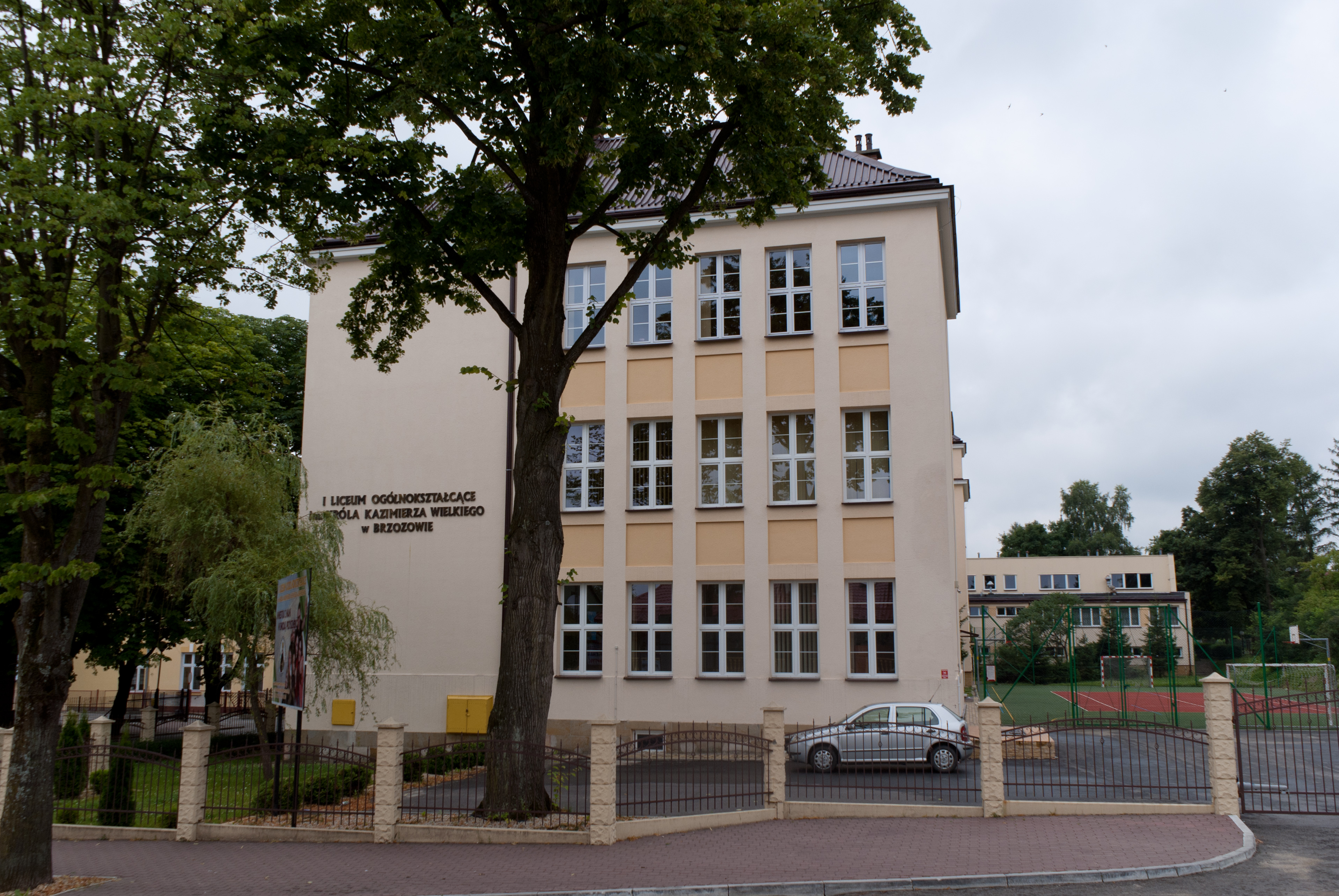
I Liceum Ogólnokształcące im. Króla Kazimierza Wielkiego

  - Liceum Ogólnokształcące im. Króla Kazimierza Wielkiego w Brzozowie[78]
- Zespół Szkół Ekonomicznych im. Komisji Edukacji Narodowej[79]
  - II Liceum Ogólnokształcące
  - Technikum nr 1
  - Liceum Profilowane nr 1
- Zespół Szkół Budowlanych im. Tadeusza Kościuszki[80]
  - III Liceum Ogólnokształcące
  - Technikum nr 2
  - Liceum Profilowane nr 2
  - Zasadnicza Szkoła Zawodowa

### Inne placówki
- Specjalny Ośrodek Szkolno-Wychowawczy im. ks. Bronisława Markiewicza[77]
- Zespół Ekonomiczno-Administracyjny Szkół[76]
- Poradnia Psychologiczno-Pedagogiczna[81]

## Kultura i sztuka

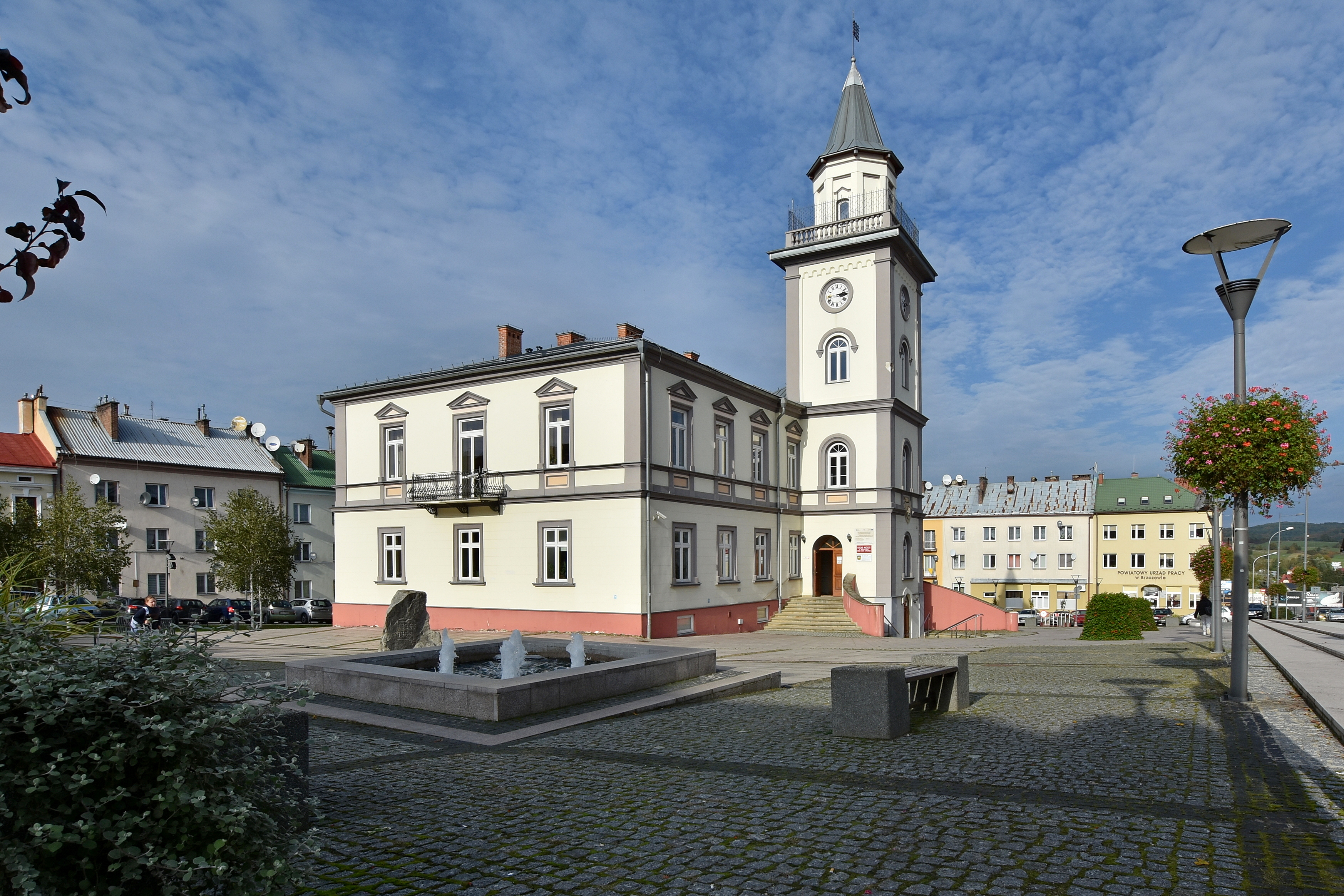
Ratusz pośrodku rynku, obecnie Muzeum Regionalne

### Brzozowski Dom Kultury
Dom kultury w Brzozowie został utworzony w 1956 roku. Od początku istnienia jego siedzibą jest zabytkowy gmach z 1910 roku, należący do 1949 roku do Polskiego Towarzystwa Gimnastycznego „Sokół”. Dom kultury patronuje kilkunastu zespołom artystycznym oraz prowadzi zajęcia w sekcjach zainteresowań, np. aerobiku czy plastyki. Przy domu kultury trenuje także drużyna siatkówki Jazzmani BDK. W gmachu Brzozowskiego Domu Kultury funkcjonuje kino Sokół, oraz galeria Na Strychu. Z inicjatywy domu kultury odbywają się w Brzozowie imprezy miejskie, takie jak: Warsztaty Jazzowe, Mikołajkowe Debiuty, Przeglądy Dziecięcych Zespołów Artystycznych, Dni Brzozowa, eliminacje do Konkursu Piosenki Polskiej „Wygraj Sukces”. Brzozowski Dom Kultury prowadzi sekcje muzyczną i plastyczną. Ponadto sprawuje opiekę nad dwoma grupami Estrady Dziecięcej.

#### Zespoły artystyczne
Brzozów posiada 18 zespołów muzycznych i 2 taneczne. Wszystkie, oprócz orkiestry dętej, działają pod opieką domu kultury.
| Zespoły artystyczne działające w Brzozowie | Zespoły artystyczne działające w Brzozowie                                                                           |
| Charakter zespołu                          | Przedstawiciele |
| ------------------------------------------ | --- |
| Orkiestra dęta                             | - Orkiestra Dęta OSP Fire Band                                                                                       |
| Zespoły jazzowe                            | - Brass Standard Jazz Orchestra – big band - Zygi Jazz Band - Jazz Pom Band - Young Jazz Band - comba jazzowe        |
| Zespoły muzyki ludowej                     | - Graboszczanie - Górczanie - Przysietczanie                                                                         |
| Zespoły rockowe                            | - Accident - Dilema - Faza Stefana - Still Life - Teraz My - The Hall of The Blind - Zemsta Chone-kera - Enemybreath |
| Zespoły dziecięce                          | - Estrada Dziecięca - Whoops - Gumisiowe dzieciątka                                                                  |
| Zespoły taneczne                           | - Step Factor – break dance - grupa taneczna dziewcząt – mażoretki                                                   |
| Zespoły teatralne                          | - Brzozowskie Sobótki Teatralne - Teatr MA-MA - Teatr TATA                                                           |

### Biblioteka
W Brzozowie od 1947 roku działa biblioteka, która początkowo mieściła się w budynku Towarzystwa Gimnastycznego „Sokół”. Od 1956 roku w tym budynku działa Brzozowski Dom Kultury, biblioteka natomiast została przeniesiona na ul. Sienkiewicza. Początkowo instytucja pełniła opiekę nad bibliotekami na terenie powiatu brzozowskiego, jednak od 1975 roku jej aktywność została ograniczona do miasta i gminy. W 2003 roku zakres jej działalności został ponownie rozszerzony do powiatu. Placówka posiada osiem filii.
Oprócz biblioteki publicznej Brzozów posiada bibliotekę pedagogiczną.

### Przedsięwzięcia kulturalne
- Dni Brzozowa[98]
- konkurs Indywidualności Roku[99]
- sesje popularnonaukowe i spotkania muzealne
- Rajdy Odkrywców[100]
- konkurs florystyczny
- konkursy literackie, plastyczne

### Odniesienia w kulturze
W Brzozowie kręcone były zdjęcia do pierwszego odcinka pt. „Podejrzany” polskiego serialu obyczajowego z 1976 „Znaki szczególne”.

### Pozostałe
- Miejski Ośrodek Sportu i Rekreacji[101]

## Sport

### Obiekty sportowe

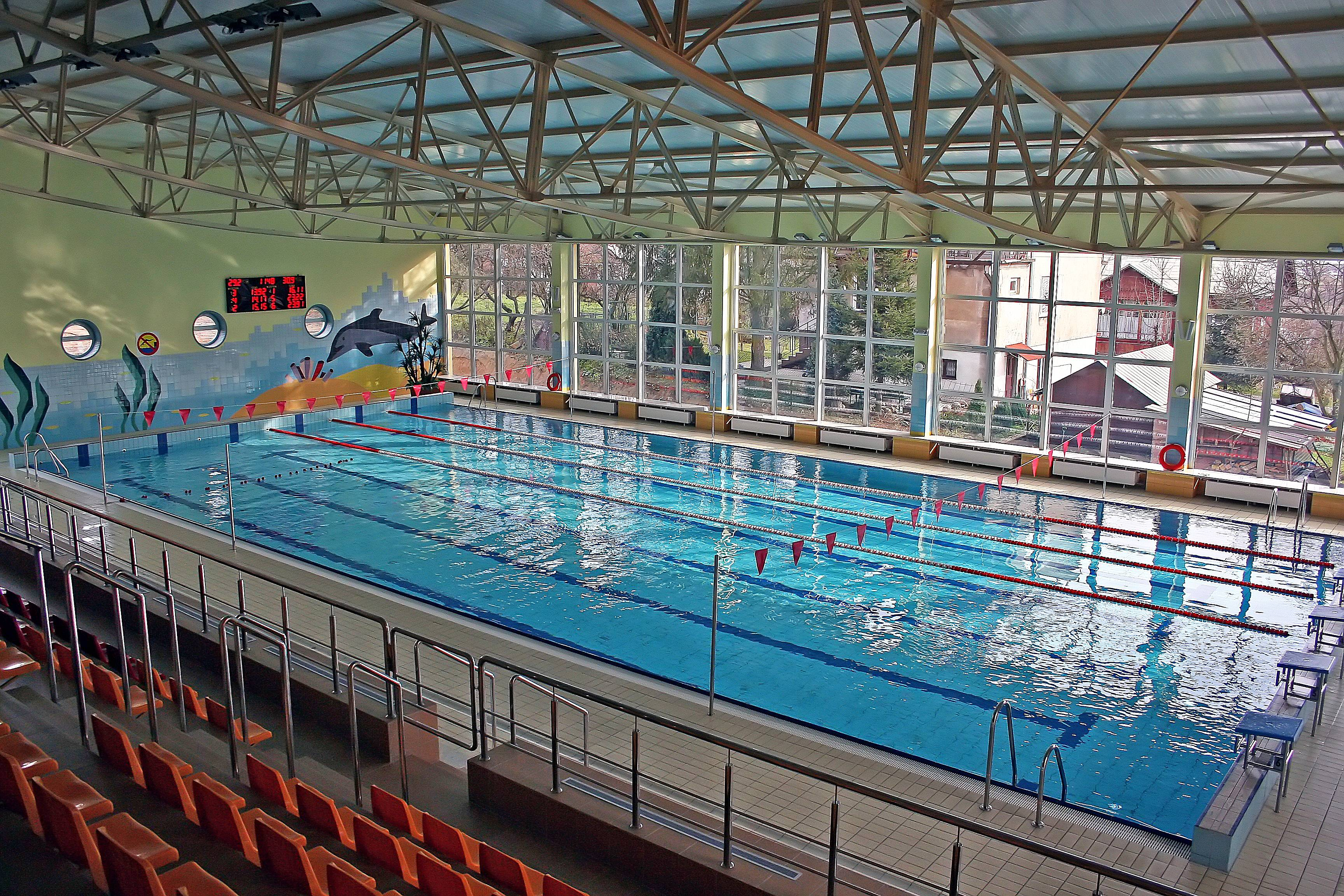
Wnętrze pływalni Posejdon

- Miejski Stadion Lekkoatletyczny ul. Legionistów 3
- Pełnowymiarowe boisko treningowe ul. Legionistów 3
- SkatePark ul. Legionistów 3
- Hala sportowa z widownią przy Szkole Podstawowej nr 1 im. prof. Władysława Szafera[102]
- Kryta pływalnia „Posejdon” z widownią, otwarta 25 października 2006 roku[103]
- Kompleks Basenów Aquapark ul. Słoneczna otwarty od 2011 roku

### Kluby sportowe
- Klub piłkarski Brzozovia Brzozów (Klasa A II Krosno)[104]
- Drużyna szachowa Brzozovia Brzozów[105]
- Brzozowski Klub Karate Kyokushin[106]
- Brzozowski Klub Sportowy Ju-Jitsu[107]
- Klub siatkarski Brzozovia Brzozów (III liga)[108]
- Szkółka Piłkarska MOSiR Brzozów 2015
- Sekcja Pływacka MOSiR Brzozów 2015
- Brzozowski Klub Biegacza przy MOSiR Brzozów 2016

## Turystyka i rekreacja

### Szlaki piesze
Ścieżka przyrodniczo-dydaktyczna „Brzozów-Zdrój” na terenie Leśnictwa Podlesie (2 km na zachód od Brzozowa). Oznakowana, 3-kilometrowa trasa z 15 przystankami edukacyjnymi i 2 stanowiskami osobliwości florystycznych.

### Szlaki rowerowe
Ścieżka dla wyczynowych rowerzystów:
Oznakowana, 5-kilometrowa trasa dla wyczynowych rowerzystów.
- Trasa: Brzozów (dawne uzdrowisko) – Wola Orzechowska – Brzozów (dawne uzdrowisko)

## Religia
- Kościół Boży w Polsce:
  - placówka w Brzozowie Kościoła Chrześcijańskiego „Zwycięstwo” w Krośnie[110]
- Kościół rzymskokatolicki:
  - parafia Przemienienia Pańskiego[111]

## Administracja

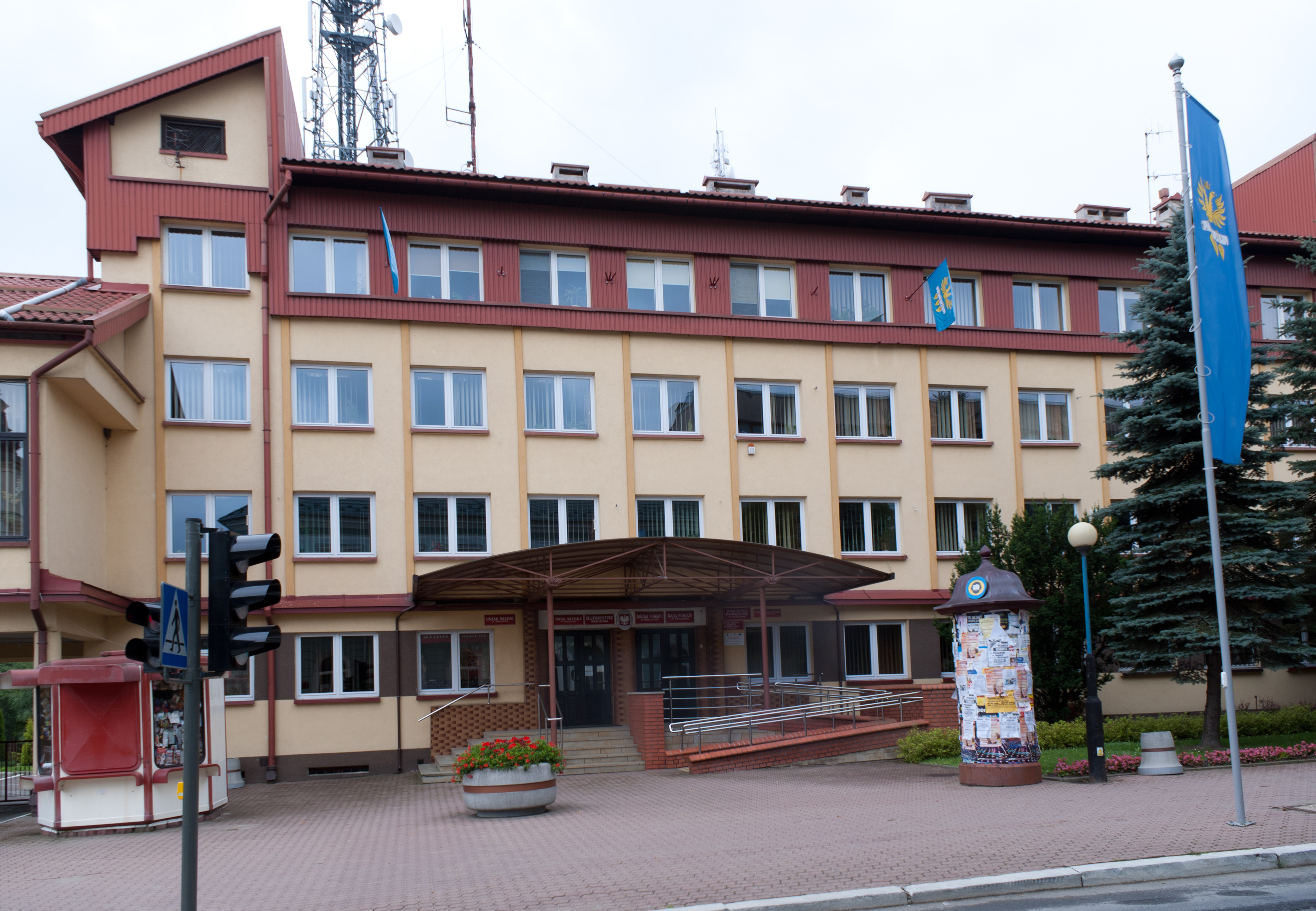
Budynek Urzędu Miejskiego w Brzozowie

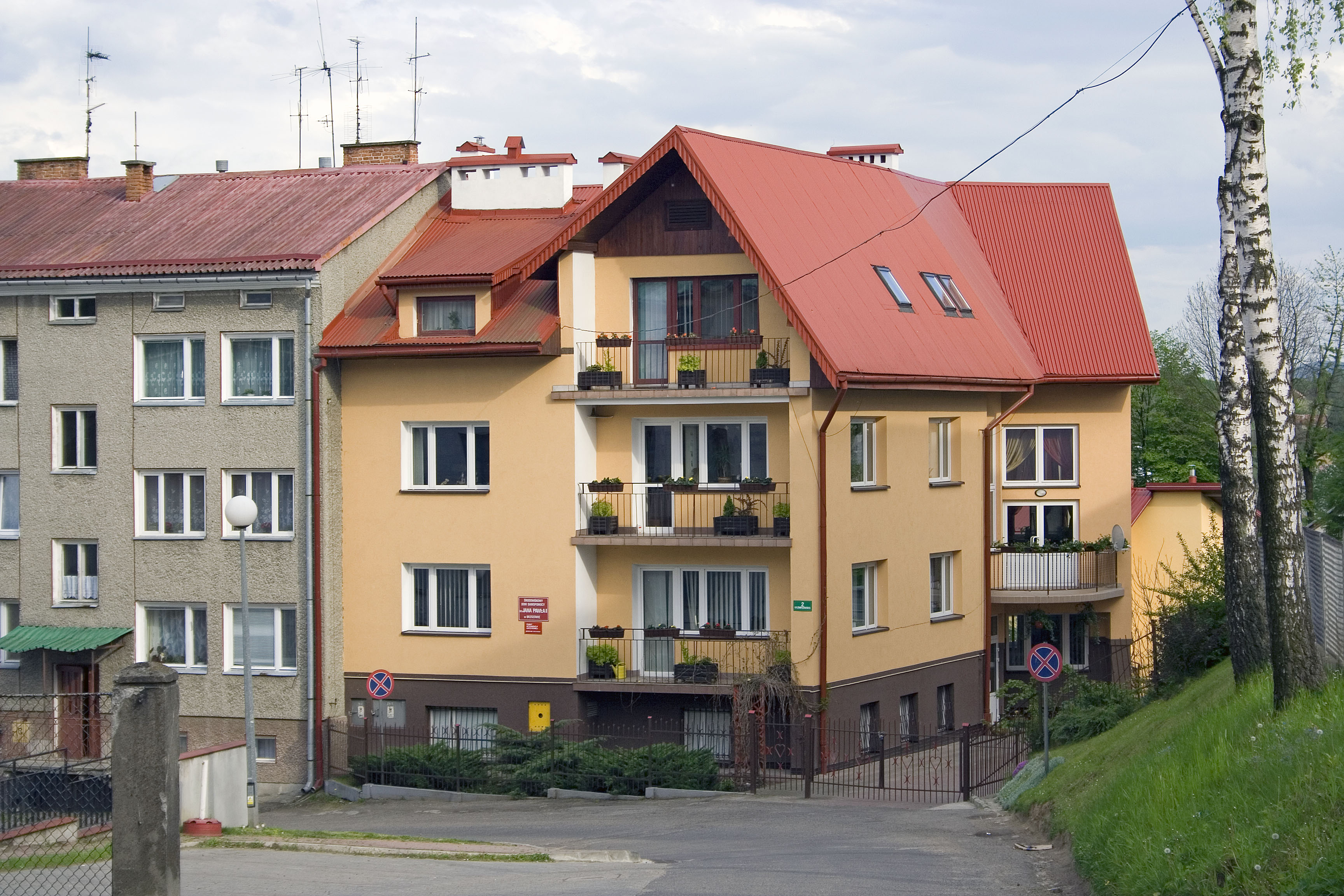
Środowiskowy Dom Samopomocy im. Jana Pawła II

Mieszkańcy Brzozowa wybierają 6 z 21 radnych do rady miejskiej. Pozostałych 15 radnych wybierają mieszkańcy terenów wiejskich gminy Brzozów.
Gmina Brzozów utworzyła w obrębie miasta 2 jednostki pomocnicze: Osiedle nr 1 i Osiedle nr 2. Organem uchwałodawczym w obu osiedlach jest ogólne zebranie mieszkańców. Wybiera ono organ wykonawczy, którym jest zarząd osiedla składający się z 5 członków, z przewodniczącym na czele. Do każdego z osiedli przypisane są ulice.
Mieszkańcy Brzozowa wybierają parlamentarzystów z okręgów wyborczych z siedzibą komisji w Krośnie, a posłów do Parlamentu Europejskiego z okręgu wyborczego nr 9.

## Miasta partnerskie
Spis miast, które zawarły porozumienie o partnerstwie z Brzozowem:
| Miasto             | Kraj     | Data podpisania umowy |
| ------------------ | -------- | --------------------- |
| Moldava nad Bodvou | Słowacja | 29 czerwca 2001       |
| Sambor             | Ukraina  | 1 października 2009   |